# Historiska kartor över Stockholm

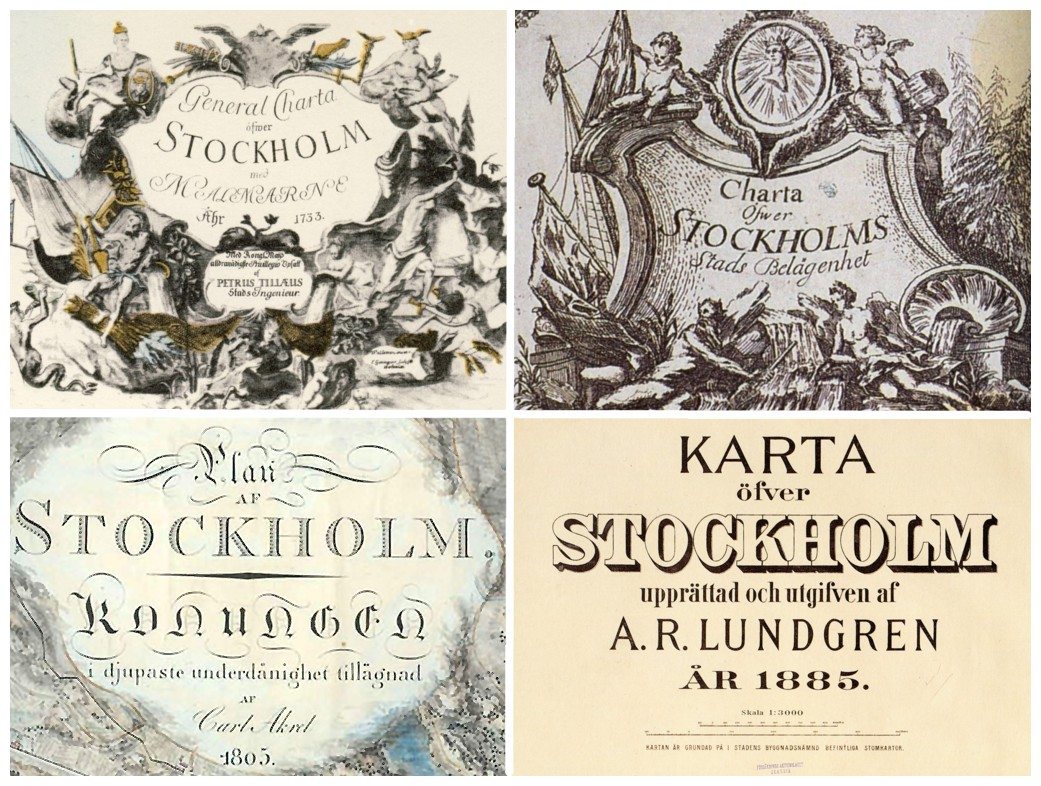
Ett urval av stockholmskartornas titelvinjetter, från konstnärligt gestaltade till ingenjörsmässigt strikt. Fyra exempel från 1733, 1751, 1805 och 1885.

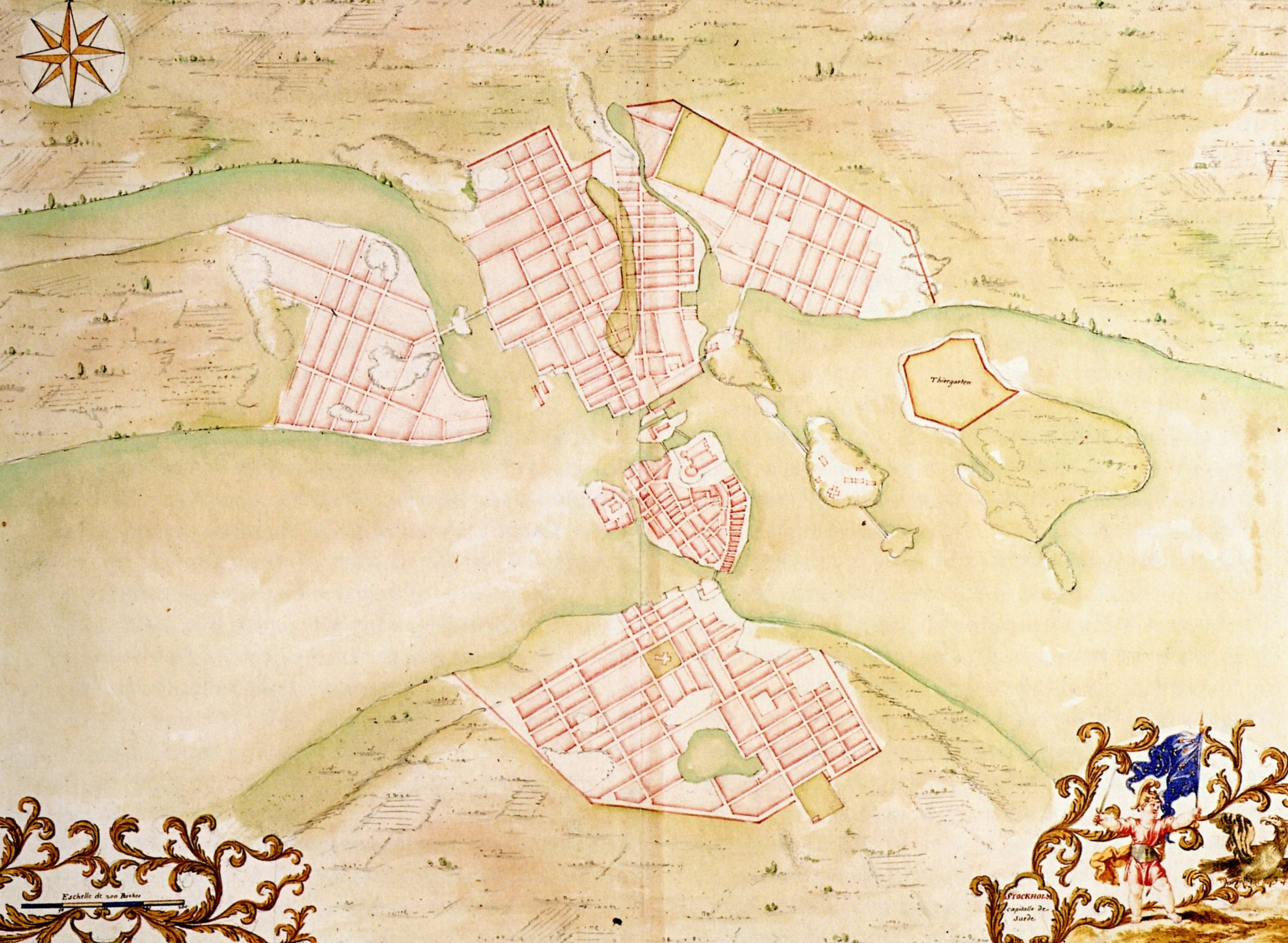
På denna utländska Stockholmskarta av okänt ursprung finns hela stadens stadsregleringar med sina nya rutnätsplaner inritade, även för Kungsholmen. Vid närmare granskning finner man en del "förenklingar" jämförd med den officiella kartbilden, exempelvis har kvarteren i Gamla stan blivit enklare och färre. Kartan påminner mycket om "Grundris der Schwedischen Residenz" från 1660. Kartan finns på Stockholms stadsmuseum som förvärvade den 1949.

Historiska kartor över Stockholm och dess omgivningar finns bevarade sedan 1600-talets början. Stockholms äldsta kända karta härrör från tidigt 1620-tal och visar staden innan de första regleringarna genomfördes. Genom skapandet av Lantmäteriet i Stockholm år 1628 fick kartograferingen av Sverige och Stockholm, struktur och kvalitet och exakta kartor blev viktiga för stormakten Sverige inte minst av militärstrategiska skäl. På 1700-talet utgavs en rad Stockholmskartor med god exakthet, exempelvis Werner von Rosenfeldts karta från 1702, som kopierades flitigt utomlands och Petrus Tillaeus karta från 1733, som fick officiell status samt Charta Öfwer Stockholms Stads Belägenhet av kartografen Georg Biurman från 1750-talet.

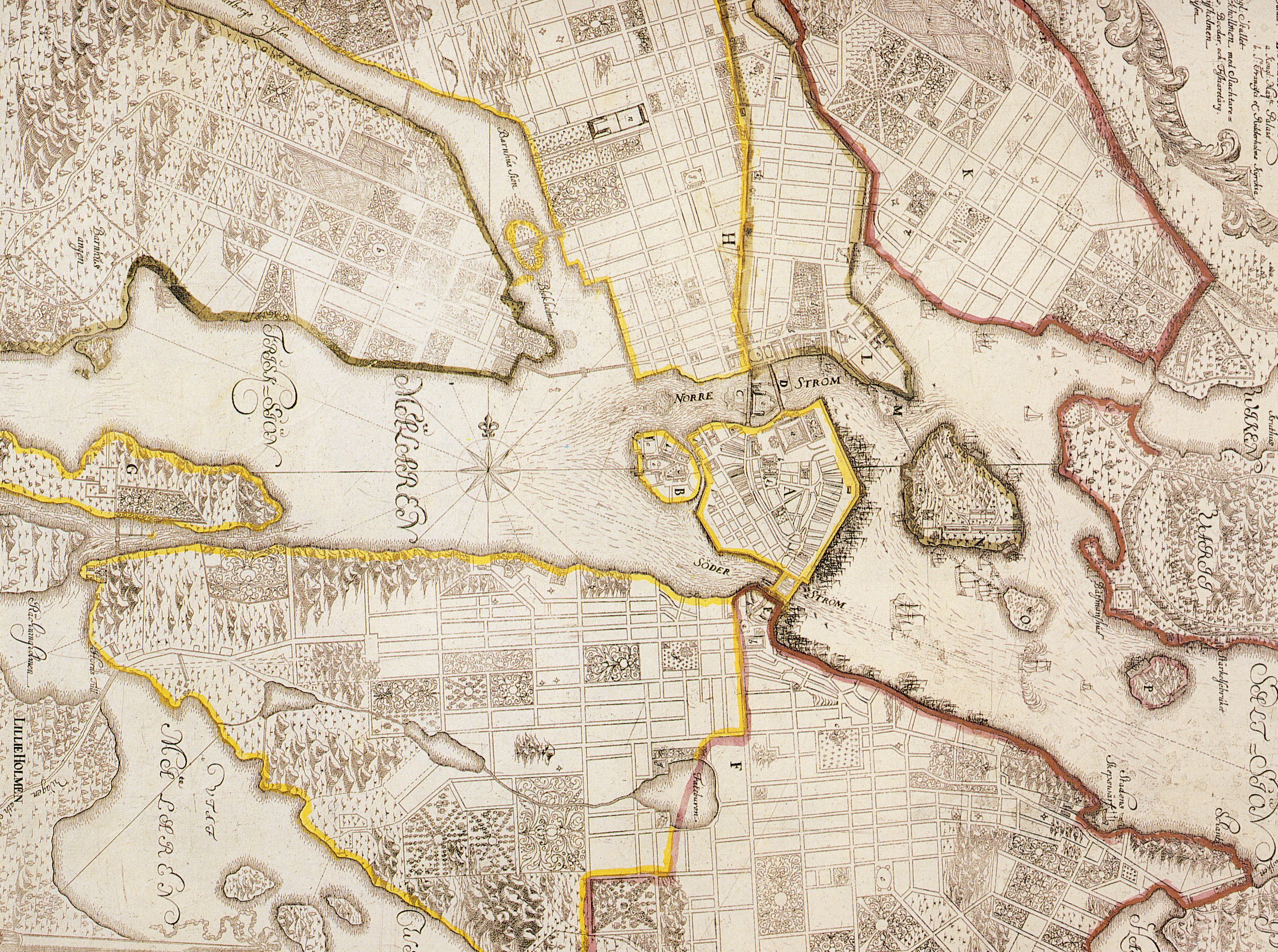
Werner von Rosenfeldts karta över Stockholm visar många fantasifulla trädgårdsanläggningar i anslutning till stadens malmgårdar. Vid Skeppsbron trängs segelfartygen. På Södermalm har den nya rutnätsplanen inritats. Kartan utfördes som kopparstick av Anders Wijkman 1702 och är här vänd med norr uppåt (originalet har öst uppåt, se nästa karta). Kartan är något beskuren, den förvaras på Kungliga Biblioteket och plagierades några gånger av andra kartografer i Europa.

År 1831 bildades Topografiska corpsen som skulle producera en lång rad Stockholmskartor, exempelvis utgavs 1861 Topografiska corpsens karta Trakten omkring Stockholm i IX blad. Kartverket, som var hemligstämplat fram till 1857, ger en mycket noggrann bild av hur Storstockholms topografi tedde sig under 1800-talets första hälft. Till Stockholms första moderna kartverk räknas Alfred Rudolf Lundgrens Stockholmskarta från 1885. Genom att med rött lägga in framtida gaturegleringar skapade Lundgren en metod att se det förgångna och framtida stadsplaneringar samtidigt. På ett liknande sätt visade Stadsingenjörskontorets karta från 1940 historisk stadsplanering, nutid och framtida planer på en och samma gång. I sin grafiska framställning är detta kartverk oöverträffat och en höjdpunkt i Stockholms kartografi.
Historiska kartor över Stockholm omfattar även en lång rad detaljkartor, sockenkartor, tomtkartor, bebyggelsekartor, stadsdelskartor, egendomskartor och liknande. Artikeln beskriver i huvudsak Stockholms översiktskartor, som visar staden från 1500-talets mitt till 1900-talets början. Dessa ger en illustrativ bild av stadslandskapets förändringar under drygt 350 år. En stor del av det historiska kartmaterialet förvaras idag på Stockholms stadsarkiv och på Kungliga biblioteket.

## Kartor i urval

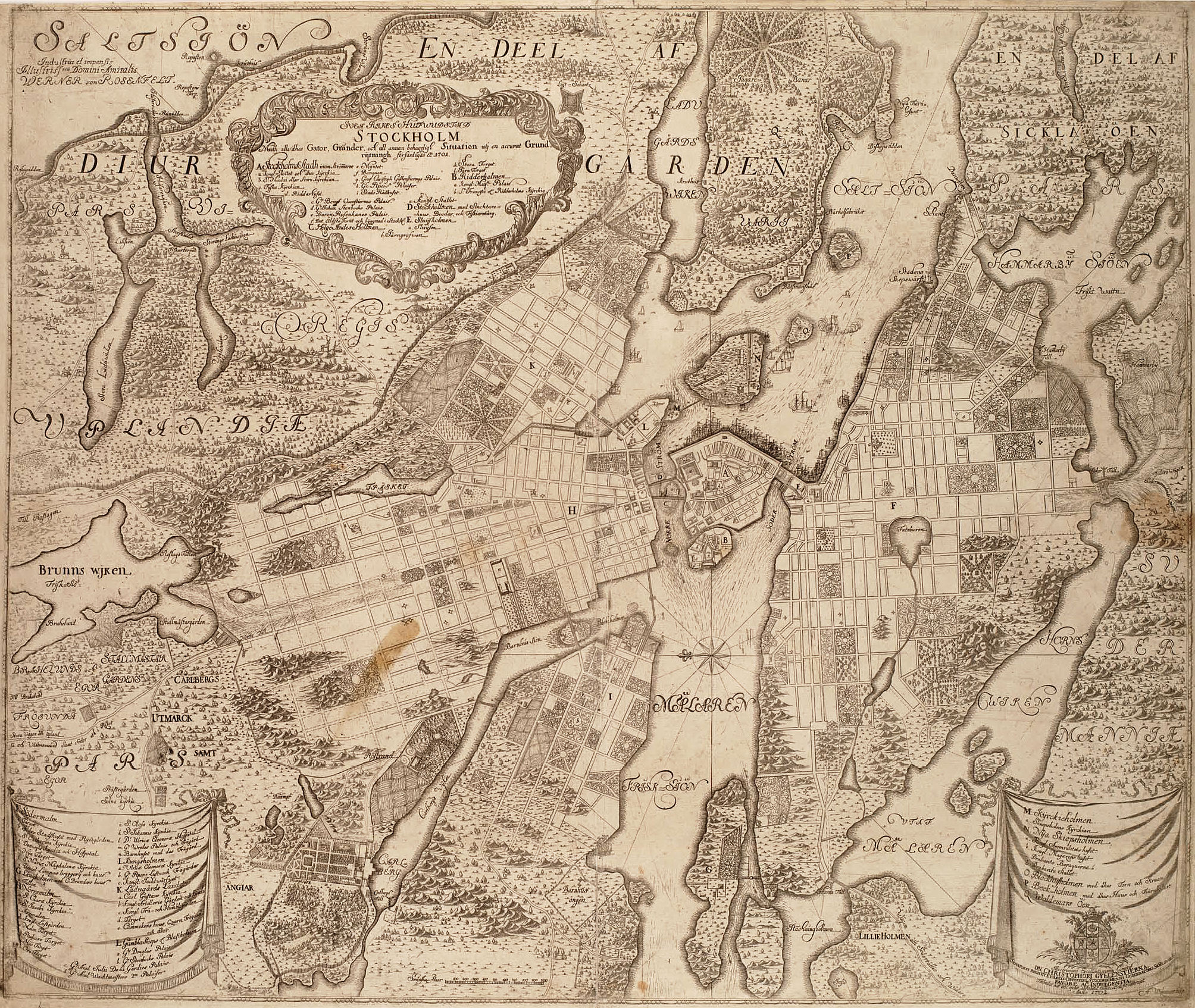
Andreas Wijkmans karta över Stockholm visar Stockholm inom tullarna och dess omedelbara närhet (jämför med kartan ovanför). Väg- och vattenvägar samt gator och kvarter är utsatta. Vissa kända landmärken i staden är karterade såsom kyrkor och palats. Norr är till vänster. Kartan finns i Stockholms stadsarkiv.

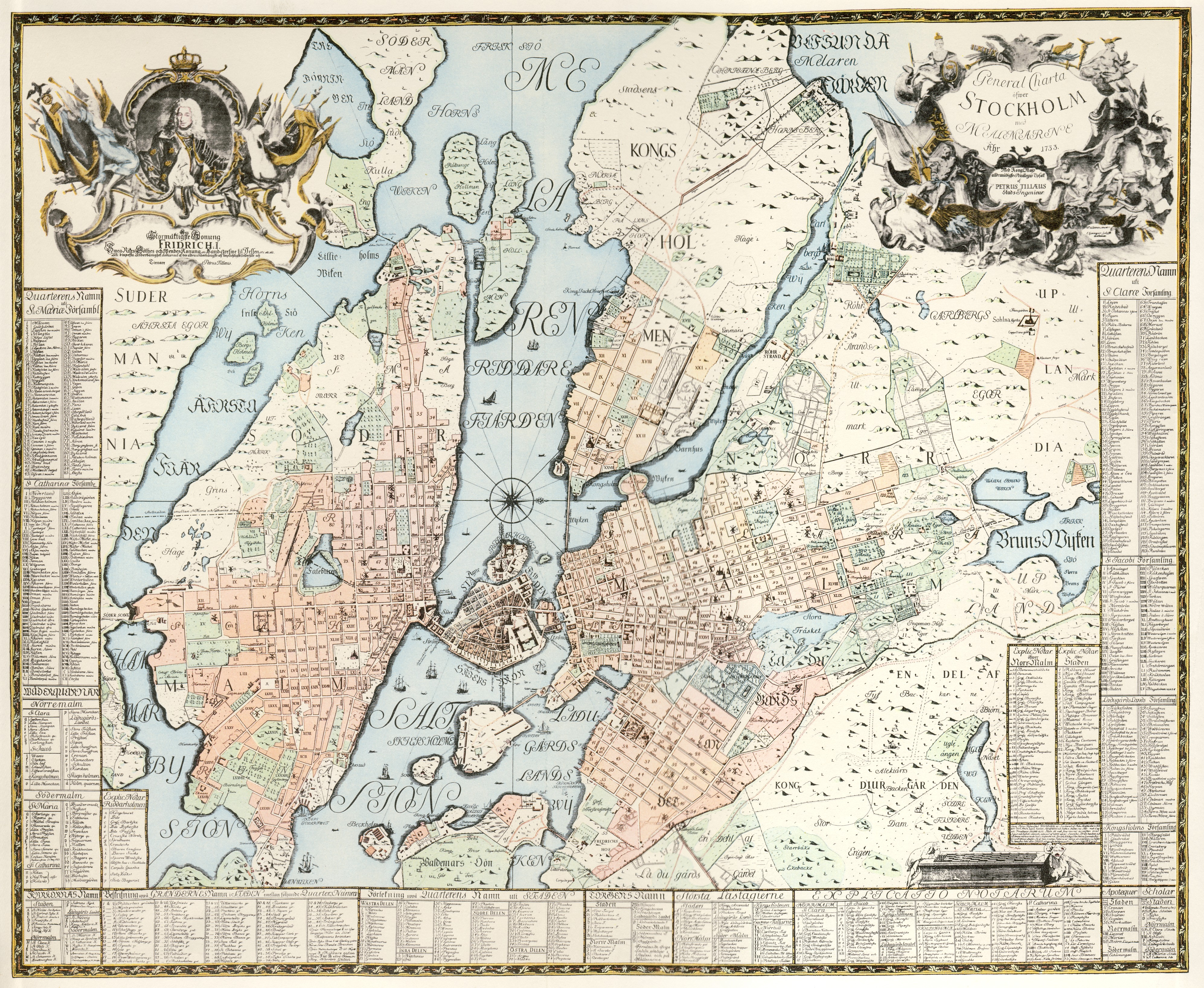
Petrus Tillaeus' karta över Stockholm är ritad i skala 1:4000 och fick officiell status genom kungligt privilegium. Tillaeus valde att orientera kartan med väst uppåt. Den består av 12 blad och tryckdes med hjälp av 12 kopparplåtar i koppargravyr. Originalplåtarna förvaras på Stockholms stadsarkiv.
Se kartan även i en högupplöst version, icke färglagd.

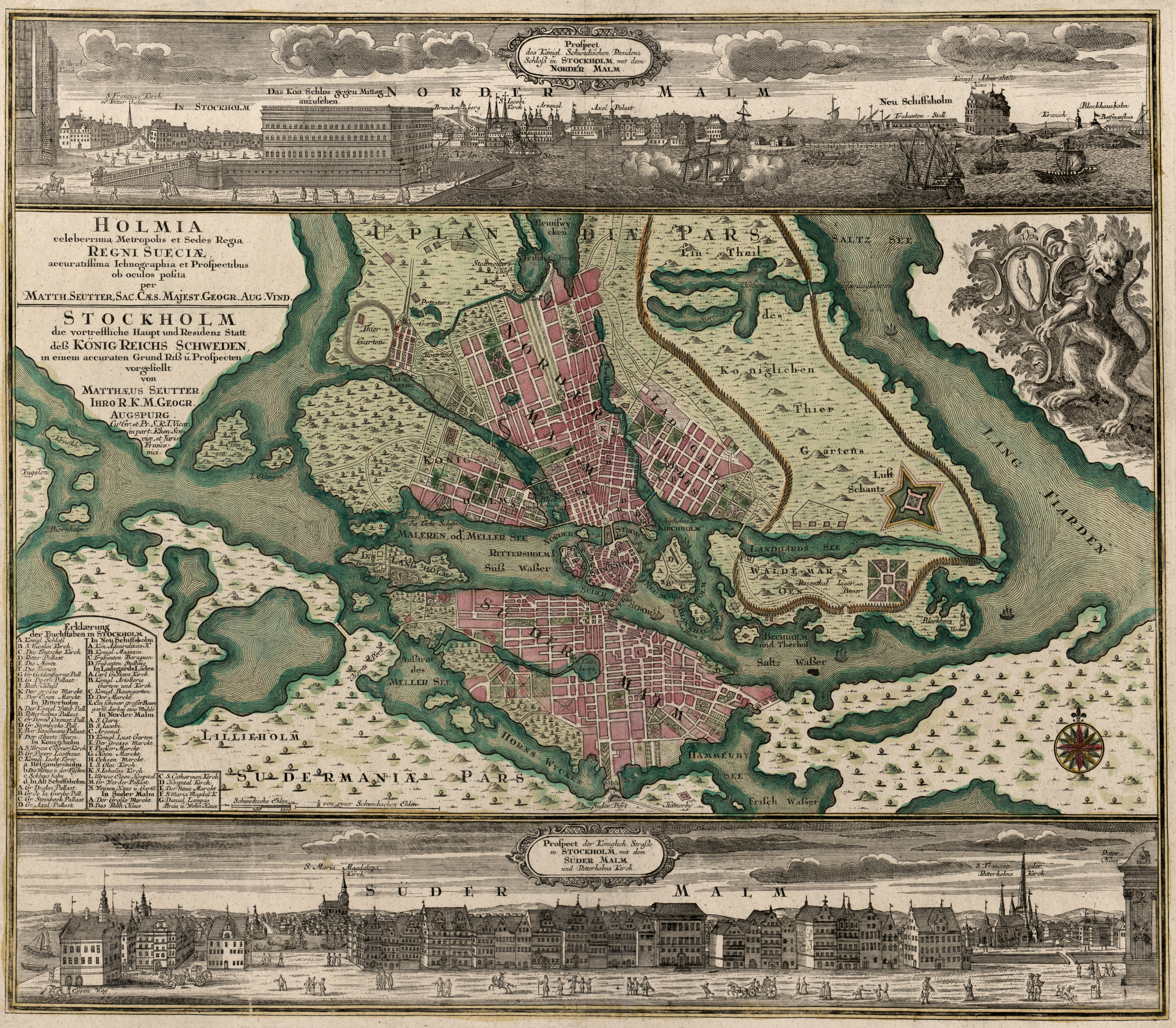
Stockholm eller "die vortrefflige Haupt und Residenz Statt des König Reiches Schweden" enligt den tyska kartografen och gravören Matthäus Seutter (1678–1757). Kartan visar överst en stadsvy över Kungliga slottet och Norrmalm och underst "Königliche Straße" (Stora Nygatan) med Södermalm i bakgrunden.

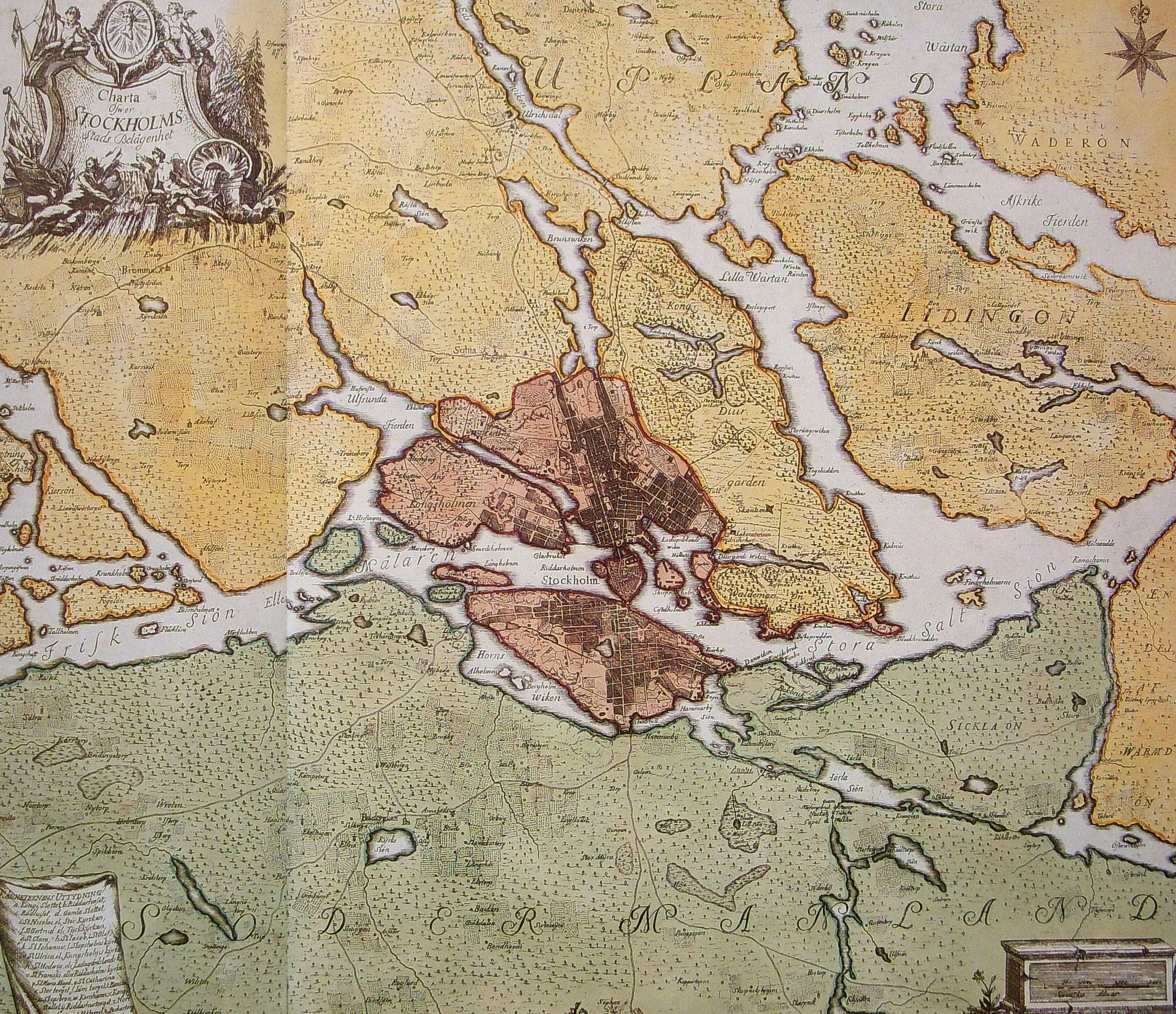
Georg Biurmans karta täcker ett stort landområde från Drottningholms slott i väst till inklusive Lidingö i öst samt från Ältasjön i syd till Edsviken i norr. 1700-talets viktiga färdvägar till och från staden är omsorgsfullt redovisade. För det var Biurman specialist; han utgav 1742 Sveriges första reseguide; Vägvisare uti Svea- och Göta Riken samt Stor-Förstendömet Finland. Biurman ritade och graverade kartan själv och den finns på Kungliga biblioteket.

## Medeltid och 1600-tal

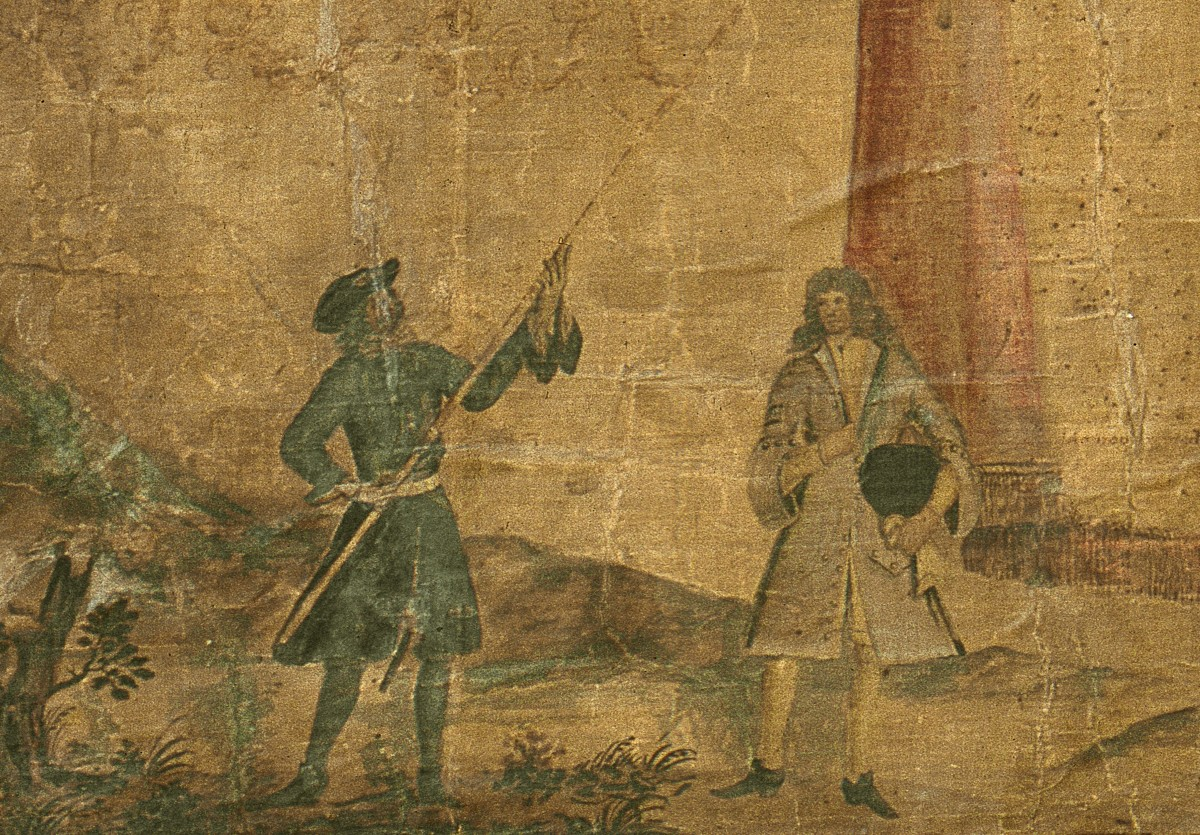
Lantmäteri på 1600-talet; Carl Gripenhielm till höger med en lantmätare kring 1685.

Att avbilda Stockholm på en karta går tillbaka till tidigt 1600-tal. Det som kallas "Stockholms äldsta kända karta" visar staden innan 1600-talets gaturegleringar inleddes (se 1600-talets stadsplanering i Stockholm). Kartan innehåller Stockholms medeltida gatusystem och färdvägarna utanför. Den täta stadsbebyggelsen är koncentrerad till Stadsholmen och Riddarholmen. En tidsbestämning gjordes på 1790-talet och visas genom ett slags intyg som står skrivet på kartans vänstra del. Intyget är undertecknat av justitieborgmästaren Carl Fredrik Ekerman den 7 april 1791. Han började sitt intyg med orden "Undertecknad anser denna karta vara äldre än 1547..." Där framförde han flera argument för sin bedömning, bland annat fann han att Svartbrödraklostrets tomt fortfarande visas bebyggd trots att klostret revs 1547. Gällande Tyska kyrkan konstaterar han att den inte ens finns antydd på kartan. Däremot syns tydligt tullstaketet på Norrmalm för Stockholms tullar, som beslöts först 1622.
Kring kartans datering och upphovsman har många diskussioner förts, bland andra menade arkivarien Ludvig Magnus Bååth 1909 att kartan borde vara tillkommen mellan 1622 och 1625 (år 1625 utbröt Stora vådelden som förändrade Stadsholmens sydvästra del totalt). Att tullstaketet finns inritat föranledde arkivarien Nils Östman 1928 att anta att kartan ritades just på grund av införandet av lilla tullen 1622. Civilingenjör Åke Virgin från Stockholms stads fastighetskontor ansåg 1944 att kartans original skapades mellan 1590 och 1625 och den omdiskuterade kartan troligen är en kopia som kompletterades med de nya tullanordningarna. Han ansåg även att Anders Bure sannolikt var originalets upphovsman. Enligt byggnads- och stadsplanehistoriker Marianne Råberg gäller idag datering till tiden mellan 1622 och 1625.
År 1628 inrättades Lantmäteriet i Stockholm, då Anders Bure fick i uppdrag att framställa geometriska jordeböcker och geografiska kartor samt att utbilda nya lantmätare. Dess första chef var Carl Gripenhielm, upphovsman till den berömda Gripenhielms Mälarkarta från 1689. I sin skriftliga motivering menade kungen Karl XI att lantmätarna inte varit tillräckligt noggranna och nu behövde han någon kunnig person som kunde övervaka deras arbete. Exakta kartor blev allt viktigare för stormakten Sverige, inte minst av militärstrategiska skäl.
Det råder ingen tvekan om härkomsttiden för kartan över Stockholm från 1642. Den visar för första gången en översiktsbild av gaturegleringarna på Norrmalm och Ladugårdslandet, som började 1637 med utstakningar nedanför Hötorget. Södermalm har kvar sitt oregelbundna, medeltida gatunät. Först i november 1641 beslutade riksrådet att starta "rifvandet på Södermalmen" och 1642 började det praktiska arbetet. Kungsholmen är fortfarande obebyggd. Kartan finns på Kungliga Biblioteket och betecknas där som "Stockholms äldsta handritade karta". Från ungefär samma tid existerar en dank karta som förvaras i Det Kongelige Bibliotek i Köpenhamn. Kartan visar både planerade och ofullbordade stadsplaneregleringar. Speciellt den ännu inte avslutade gaturegleringen på Södermalm framgår här som färdigställd. Enligt historikern Marianne Råberg är karten sannolikt gjord med en eller flera svenska förlagor, som numera är försvunna.

### Ambrosius Thomas spionkarta från 1564

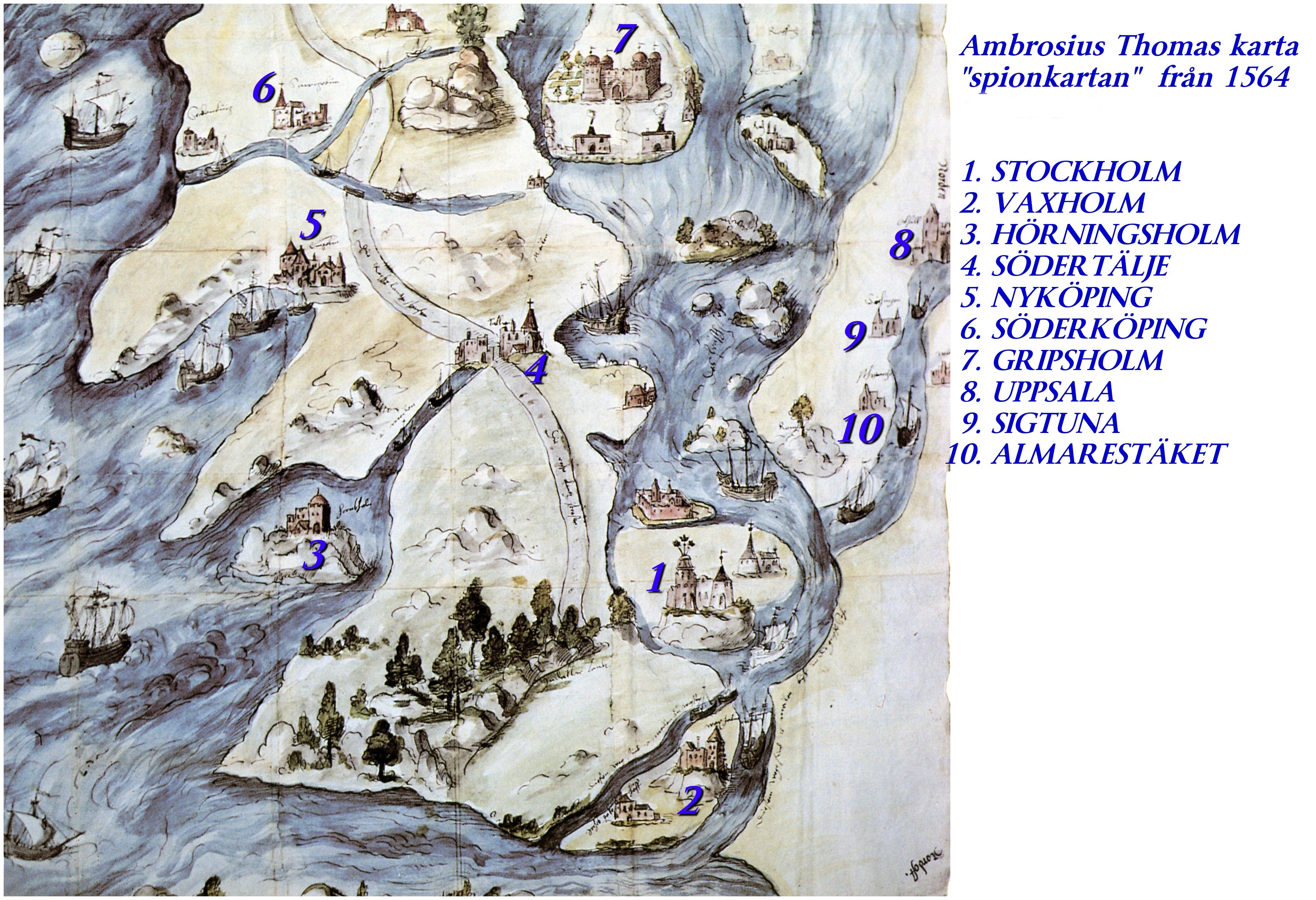
Ambrosius Thomas spionkarta från 1564.

Den äldsta kartan över Stockholms omgivningar kring Hörningsholm anses vara den så kallade spionkartan som upprättades av den preussiske Stockholmsambassadören Ambrosius Thomas år 1564 (eller 1568) på uppdrag av hertig Albrekt av Preussen. Kartan är ritad för att underlätta en planerad fritagningsoperation av hertig Johan (sedermera Johan III), som satt fången på Gripsholms slott. Ambrosius Thomas sände ut kunskapare, men de saknade kartografiska mätmetoder för att kunna upprätta en exakt karta. Ändå fick deras spionkarta över Mälardalen en del naturtrogna detaljer. Fritagningen blev dock aldrig av.
Kartan är felorienterad med norr åt höger och väderstrecken delvis missvisande men den visar ändå schematiskt flera farleder in mot Mälaren och Gripsholm, vars typiska torn tydligt framgår. Södertörns karakteristiska södra spets pekar åt vänster (längst ner) och slottet Tre kronor står på en hög klippa med Storkyrkan intill, därbakom antyds de låga husen på Gråmunkeholmen (sedermera Riddarholmen). En bred färdväg (Göta landsväg) sträcker sig från Stockholm till Södertälje och därifrån till Kalmar. Hörningsholms slott redovisas på en stor ö (Mörkö) med breda, öppna sund på ömse sidor (Pålsundet och Skanssundet). Längst ner syns Baggenstäket, farleden förbi Vaxholm. Bland övriga samhällen och städer märks Nyköping, Söderköping, Uppsala och Sigtuna.

## 1700-talet

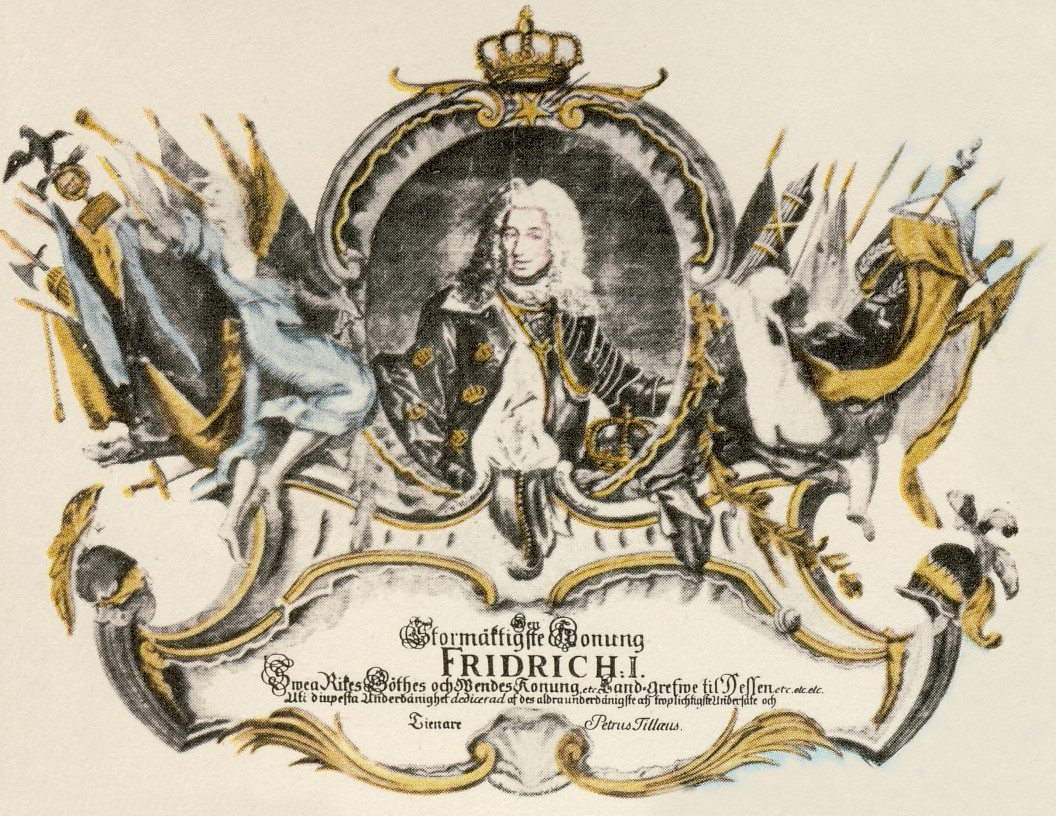
Utsmyckad dedikation till kung Fredrik I på Petrus Tillaeus karta från 1733.

Under Karl XII:s krigiska år vilade den kartografiska verksamheten i Sverige. I Stockholm producerades dock en lång rad församlingskartor och några utländska plagiat av Werner von Rosenfeldts Stockholmskarta från 1702 dök upp, exempelvis av  Johann Baptist Homann i Nürnberg och Reiner Ottens i Amsterdam.
Som den första mycket exakta kartan över Stockholm räknas General Charta öfwer Stockholm med Malmarne (den så kallade "Tillæi karta") upprättad av kartografen Petrus Tillaeus mellan 1731 och 1733. Kartan var den dittills största väggkartan, som utgetts över Stockholm. Den trycktes i 12 blad, med hjälp av 12 tryckplåtar i koppar, som sedan fogades samman. Tillæi karta innehöll inte bara gator och torg utan även stadens kvarter samt apotek och skolor som listas upp i kartans tätskrivna marginal. Genom ett kungligt privilegium fick kartan en officiell status under tio år.
På historiska kartor var det inte alltid självklart att de skulle orienteras med norr uppåt. Werner von Rosenfeldts Stockholmskarta hade öst uppåt (liksom plagiaten) och Petrus Tillaeus ritade sin karta med väst uppåt. Ofta förekom en konstnärlig utformad dedikation med en hyllning till uppdragsgivaren, alltså kungen, som på "Tillæi karta" till Fredrik I.
Nästa stora kartverk över Stockholm och omgivningar, eller som det heter på kartans titelvinjett: Charta Öfwer Stockholms Stads Belägenhet är upprättad av kartografen och ingenjören Georg Biurman mellan 1750 och 1751. Kartan täcker ett område från Drottningholms slott i väst till inklusive Lidingö i öst samt från Ältasjön i syd till Edsviken i norr. På kartan kan man följa de stora färdvägarna till och från staden: Göta Landsväg, Dalarövägen och Södertäljevägen genom Södermanland, norr om staden märks Uppsalavägen och i väst syns den långa vägsträckningen genom Brommalandet till Tyska botten, där man fick ta färja över till Drottningholm. Det var innan Gustav III lät bygga den första Nockebybron 1787.
Under 1700-talets senare del utvecklades kartografin inom den militära fortifikationskåren och man skapade enhetliga redovisningsformer för själva kartframställningen. En fullständig information över terrängen blev en förutsättning för framgångsrika militära operationer.

## 1800-talet och 1900-talet

### Fältmätningskåren

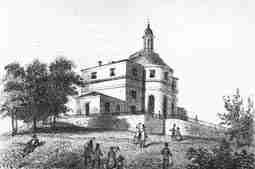
Stockholms gamla observatorium, 1858.

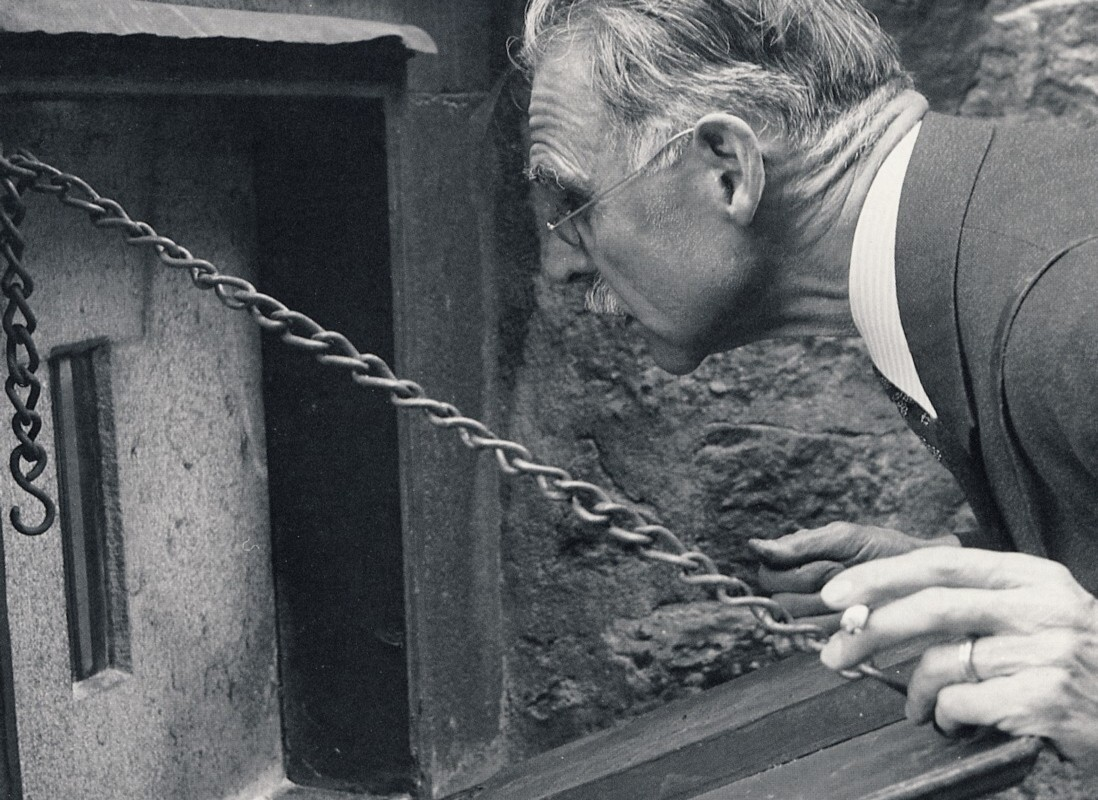
Silverskalan för Rikets höjdsystem.

År 1805 fick Fältmätningskåren i uppdrag att för militärt bruk kartera hela landet. Som chef för projektet utsågs militärteoretikern Gustaf af Tibell, som tidigare tjänstgjort under Napoleon I och lärt sig den franska tekniken att framställa militära kartor. 1826 fick kartografen och gravören Wilhelm Maximilian Carpelan i uppdrag att leda ett av ingenjörskårens graveringskontor, närmast för utförande av topografiska kartan över Sverige, varvid Carpelan införde det beteckningssystem, som sedan under lång tid framöver användes. Resultatet blev Generalstabskartan i skala 1:100 000 (södra Sverige) respektive 1:200 000 (norra Sverige) som hemligstämplades, först 1857 släpptes den fri.

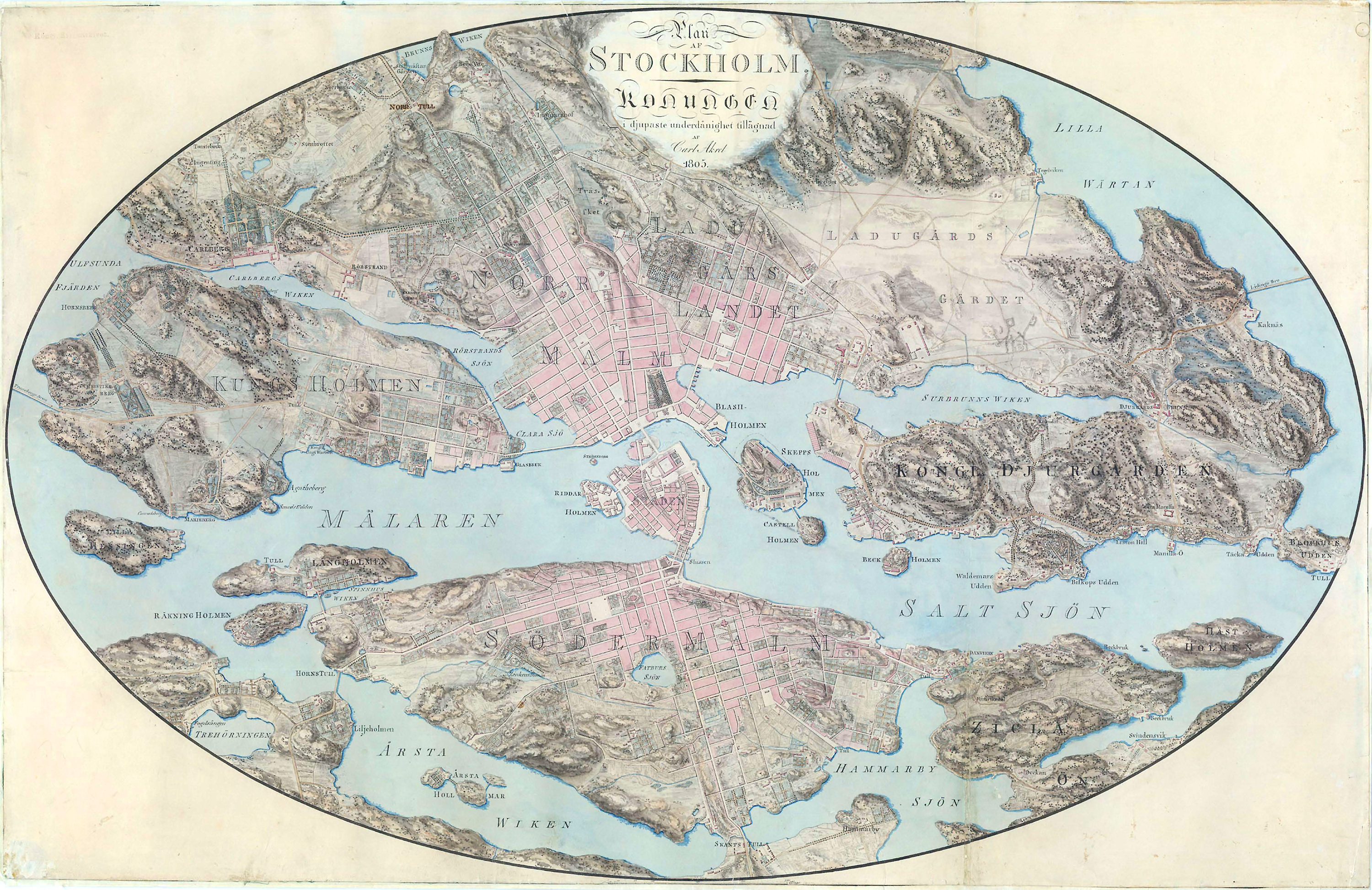
Carl Fredrik Akrells Stockholmskarta från 1800-talets början visar till skillnad från tidigare militära uppmätningar en mycket realistisk återgivning av stadslandskapet med bebyggelsen, gatunätet, stränder, trädgårdar, parker och åkrar samt höjdpartier. Akrell gav kartan formen av en oval och graverade den i kopparplåt 1805.
Detta akvarellerade kopparstick finns bland annat på Stockholms stadsmuseum och Stockholms stadsarkiv.

Carpelan utgav redan 1817 en översiktskarta i skala 1:40 000 över Stockholm med omgivningar med titeln Karta öfver Belägenheten omkring Stockholm utgifven af W.M. Carpelan. Kartan är mycket detaljerad och anger bland annat vattendjup, vägnät, torg, kvarter och kyrkor. Vattendjupet angavs i famnar respektive fot. Några torg som Hötorget, Brunkebergstorg, Packartorget (Norrmalmstorg) och Gustaf Adolfs torg är särskilt markerade. Utanför staden är boställen såsom torp och byar synliga, även läget för galgen i Hammarbyhöjden framgår.

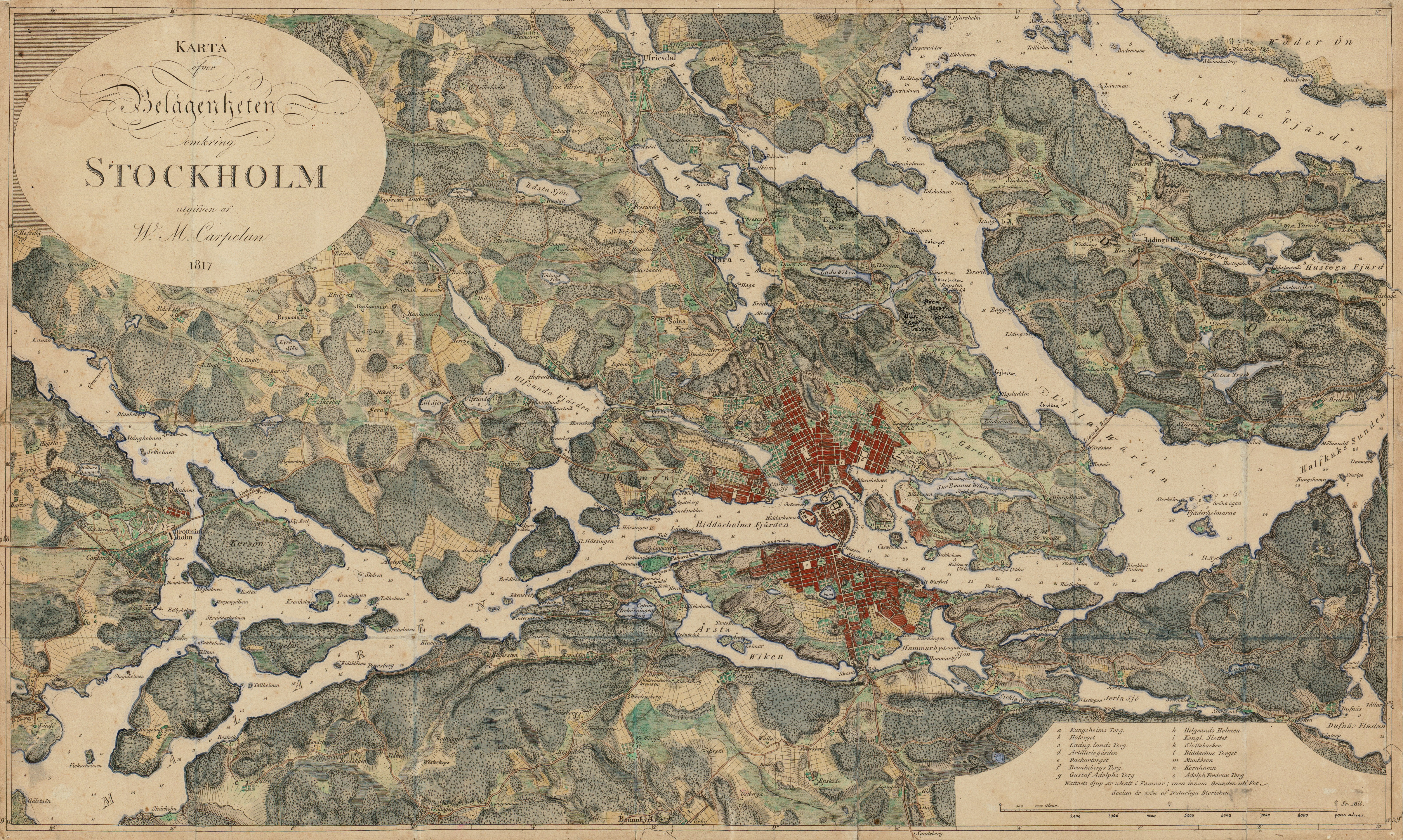
År 1817 utgav Wilhelm Maximilian Carpelan denna översiktskarta över Stockholm och omgivningar. Här finns en mängd uppgifter redovisade såsom vägnätet, kvarter och kyrkor. Vattendjup och torg är särskilt markerade. Utanför staden är boställen som torp och byar synliga. Kartan finns i Stockholms stadsarkiv.

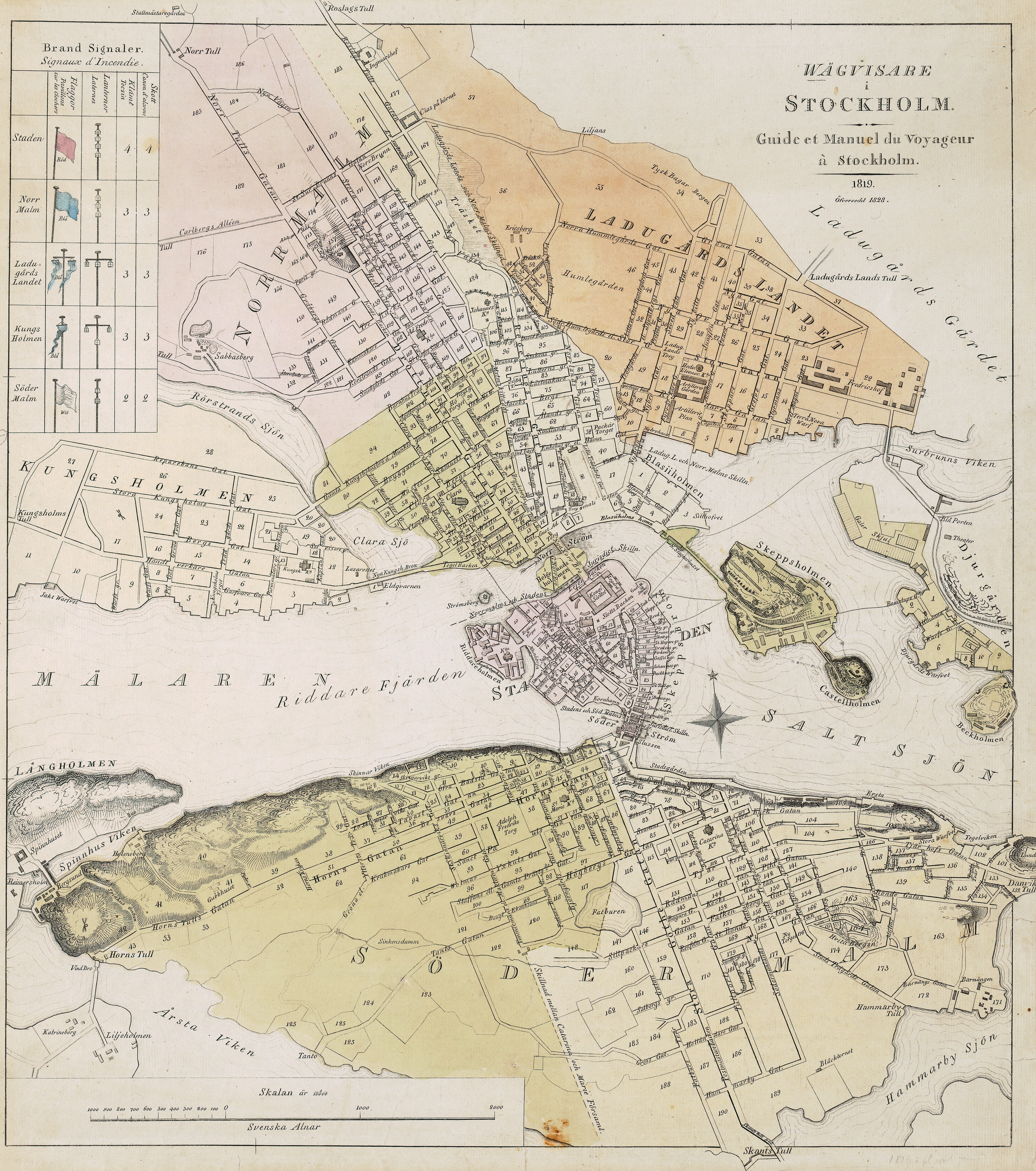
"Wägvisare i Stockholm" eller Guide et Manuel du Voyageur à Stockholm (Kartguide för resande till Stockholm) av okänd upphovsman. Samtliga kvarter är numrerade. Stadsdelarnas namn är utskrivna och församlingarna är markerade med olika färger. I kartans vänstra hörn är stadens brandsignaler beskrivna. Vid händelse av brand varnades staden med hjälp av flaggor, lyktor, klockringning och skott. Texten är delvis skriven på franska. Kartan finns i Stockholms stadsarkiv.

För generalstabskartan bestämdes också att nollmeridianen skulle gå genom Stockholms gamla observatorium. Först den 14 oktober 1884 beslöts på en internationell Meridian-konferens i Washington, D.C. bestående av 25 nationer att nollmeridianen skulle gå genom Greenwich och så är det fortfarande idag. Innan dess hade nästan varje land sin egen nollmeridian.
Rikets höjdsystem fastställdes 1886. Stockholms lokala höjdsystem utgick ända fram till 1930-talet från den västra slusströskelns nivå, som representeras av en punkt markerad på Riddarholmen. Den ligger 11,800 meter över medelvattenytan och dess silverskala finns fortfarande att beskåda bakom en gjutjärnslucka i hussockeln vid Schering Rosenhanes gränd.
I takt med att lantmätarna förbättrade sina mätmetoder blev även kartorna allt exaktare. En historisk karta över Stockholm med hög precision och ytterst god uppmätning är Carl Fredrik Akrells ovala Stockholmskarta från 1802-1803. Akrell var generalmajor, ledamot av Kungliga krigsvetenskapsakademien och ledamot av Kungliga vetenskapsakademien och liksom sin far Fredrik Akrel en skicklig kopparstickare. Till skillnad från tidigare militära uppmätningar visade Akrells Stockholmskarta en mycket realistisk återgivning av stadslandskapet med bebyggelsen, gatunätet, stränder, trädgårdar, parker och åkrar samt höjdpartier. Akrell gav kartan formen av en oval och graverade den i kopparplåt 1805. Medan generalstabskartan till en början var hemlig, såldes Akrells karta till allmänheten så fort den gavs ut.

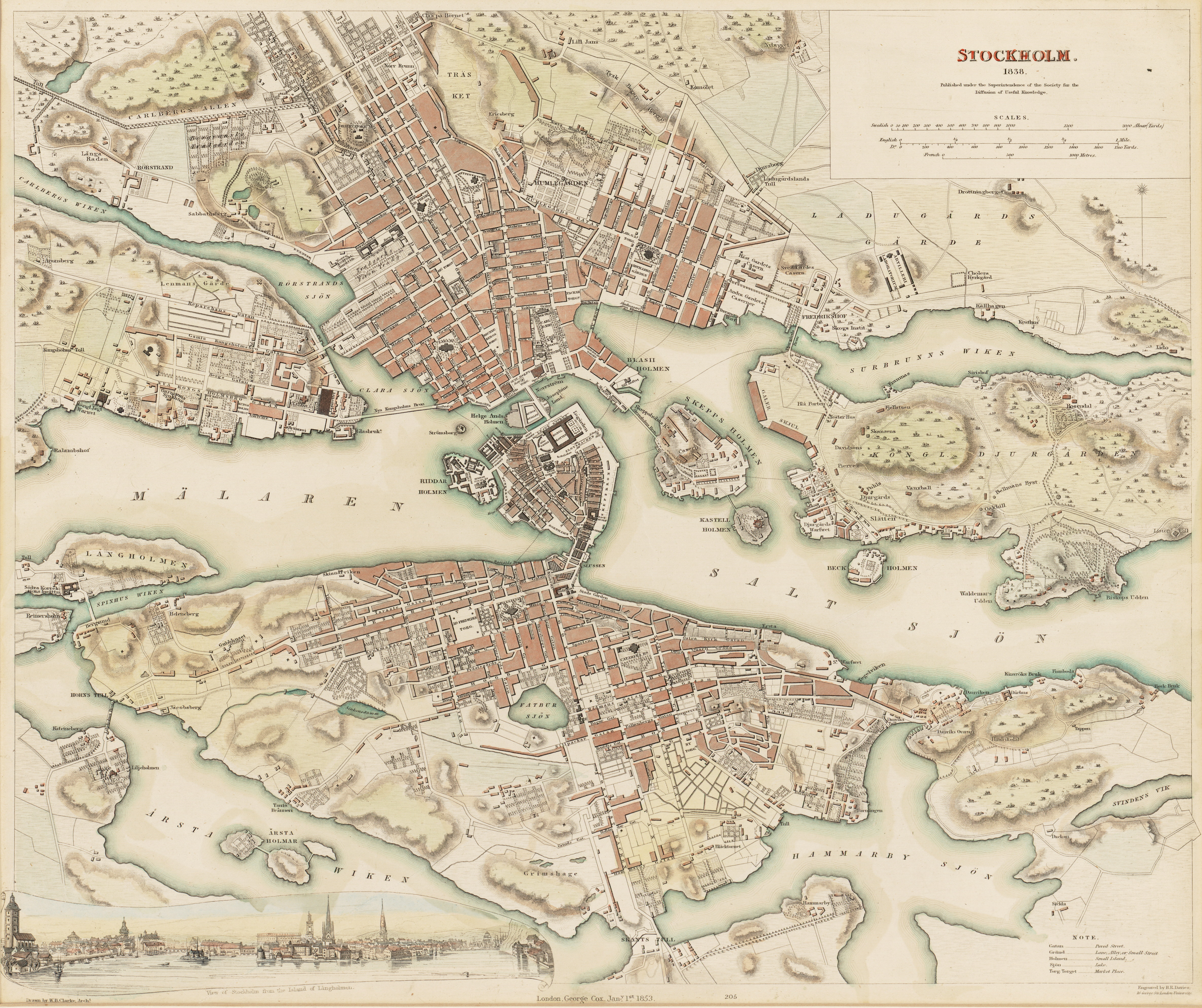
Stockholm 1838 visar staden, innan Lindhagenplanens regleringar skulle förändra den. Kartan är ritad av William Barnard Clarke och ingick i en serie europeiska stadskartor, publicerade av "Society for the Diffusion of Useful Knowledge". Kartan har en infälld vy över Stockholm från Långholmen med titeln: View of Stockholm from the Island of Långholmen.

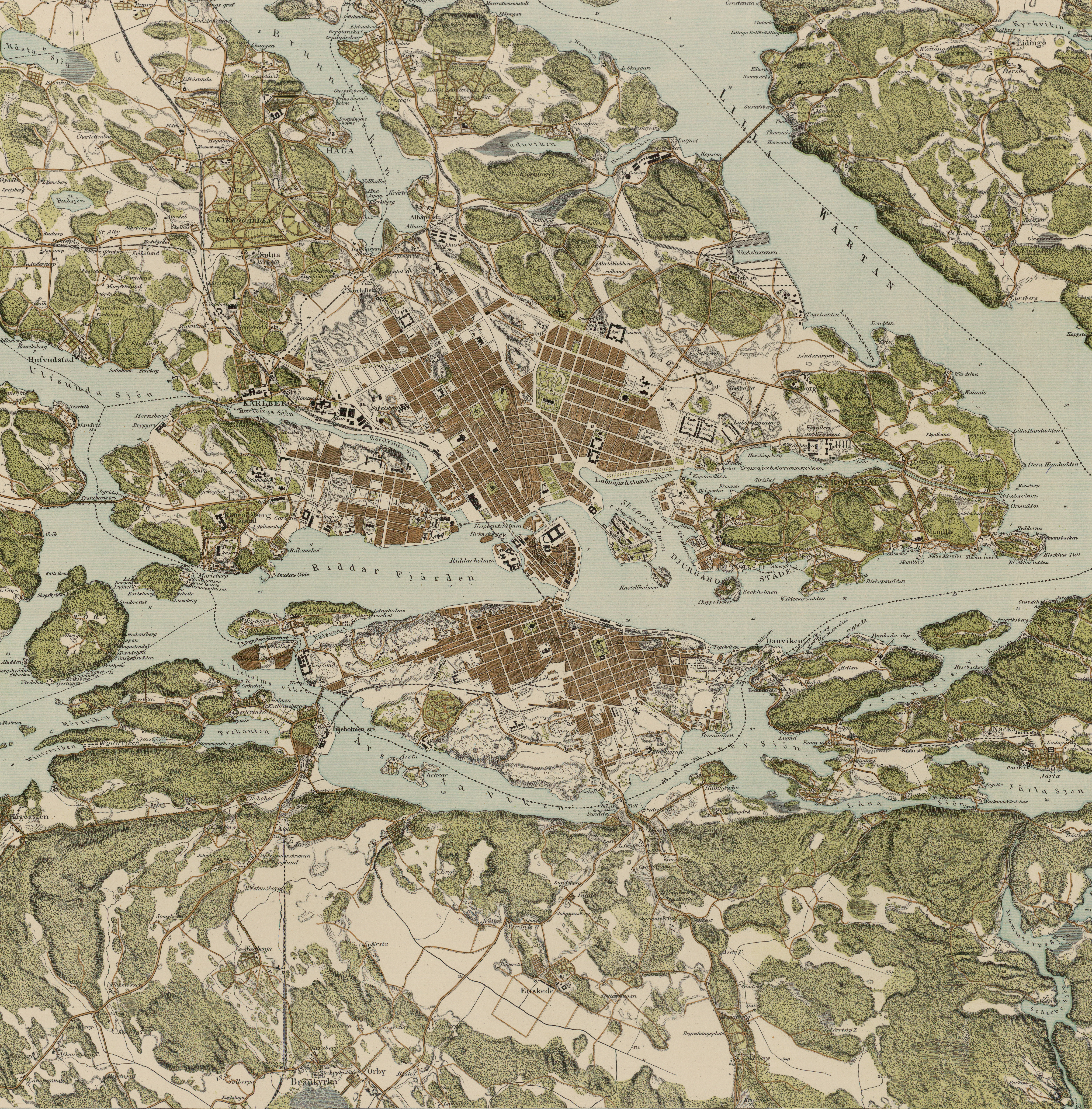
Topografiska corpsen inrättades 1831 och hade till uppgift att uppföra fullständiga militärkartor över Sverige. Deras karta "Trakten omkring Stockholm i IX blad" utkom 1861 (här visas kartblad V med Stockholm). Kartan är ett mycket exakt dokument över Stockholms omgivningar under 1800-talets första hälft. Kartan reviderades flera gångar ända in på 1930-talet och utgjorde underlag för Stockholms översiktliga planeringsdokument fram till 1950-talet. Kartans nio blad finns på Stockholms stadsarkiv.

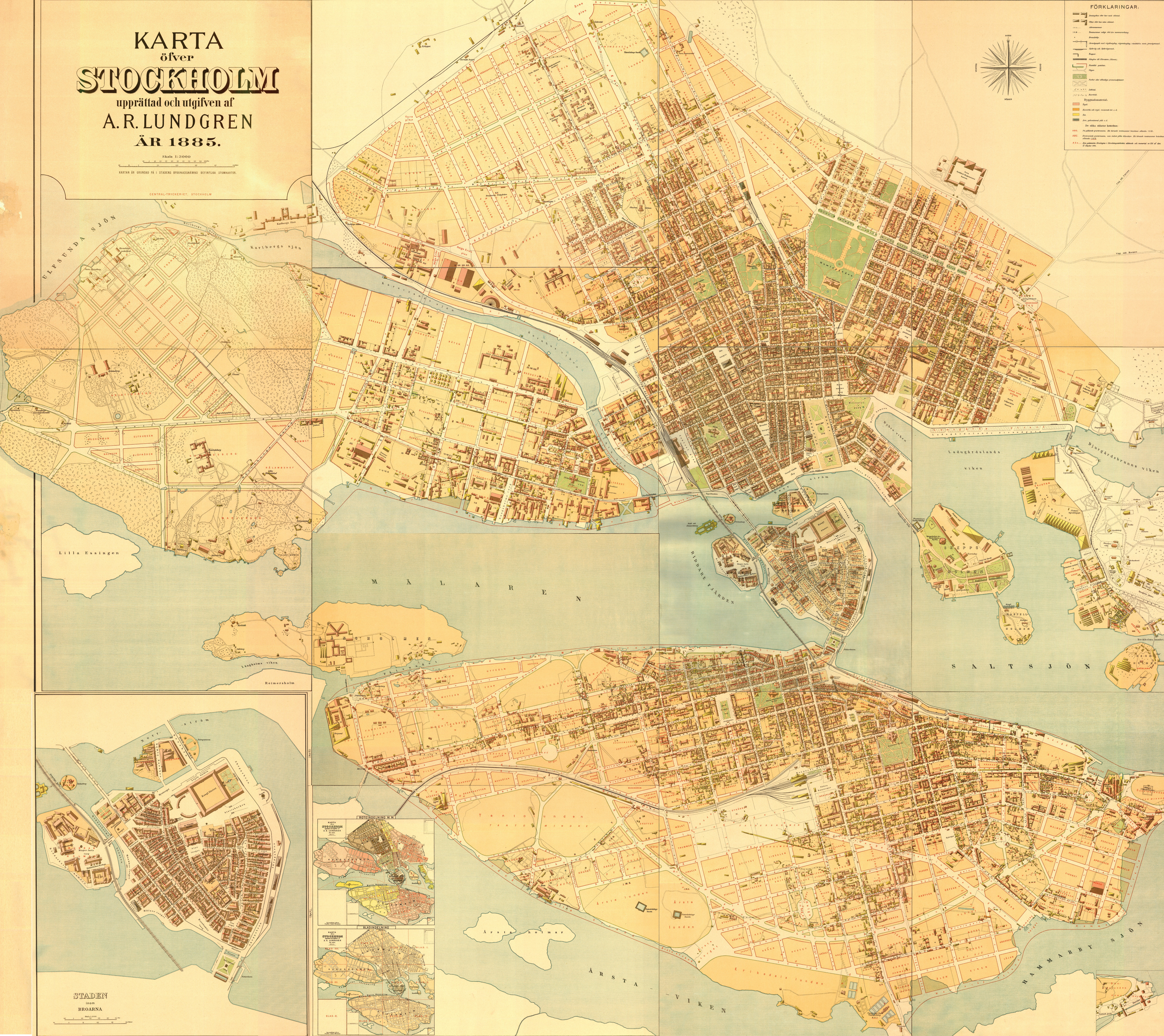
Under 1800-talets andra hälft publicerades flera översiktskartor över Stockholm. Ett nytt steg i den kartografiska redovisningen av Stockholm kom med Alfred Rudolf Lundgrens Stockholmskarta från 1885 i tretton blad (här sammanfogade till en stor översiktskarta). Genom att med rött lägga in framtida gaturegleringar skapade Lundgren en metod att se både det förgångna och framtiden samtidigt. Lundgrens karta från 1885 räknas som det första moderna kartverket i Stockholm och blev förebild för flera efterföljande kartor, den finns på Stockholms stadsarkiv. Största upplösningen är 22.02 MB.

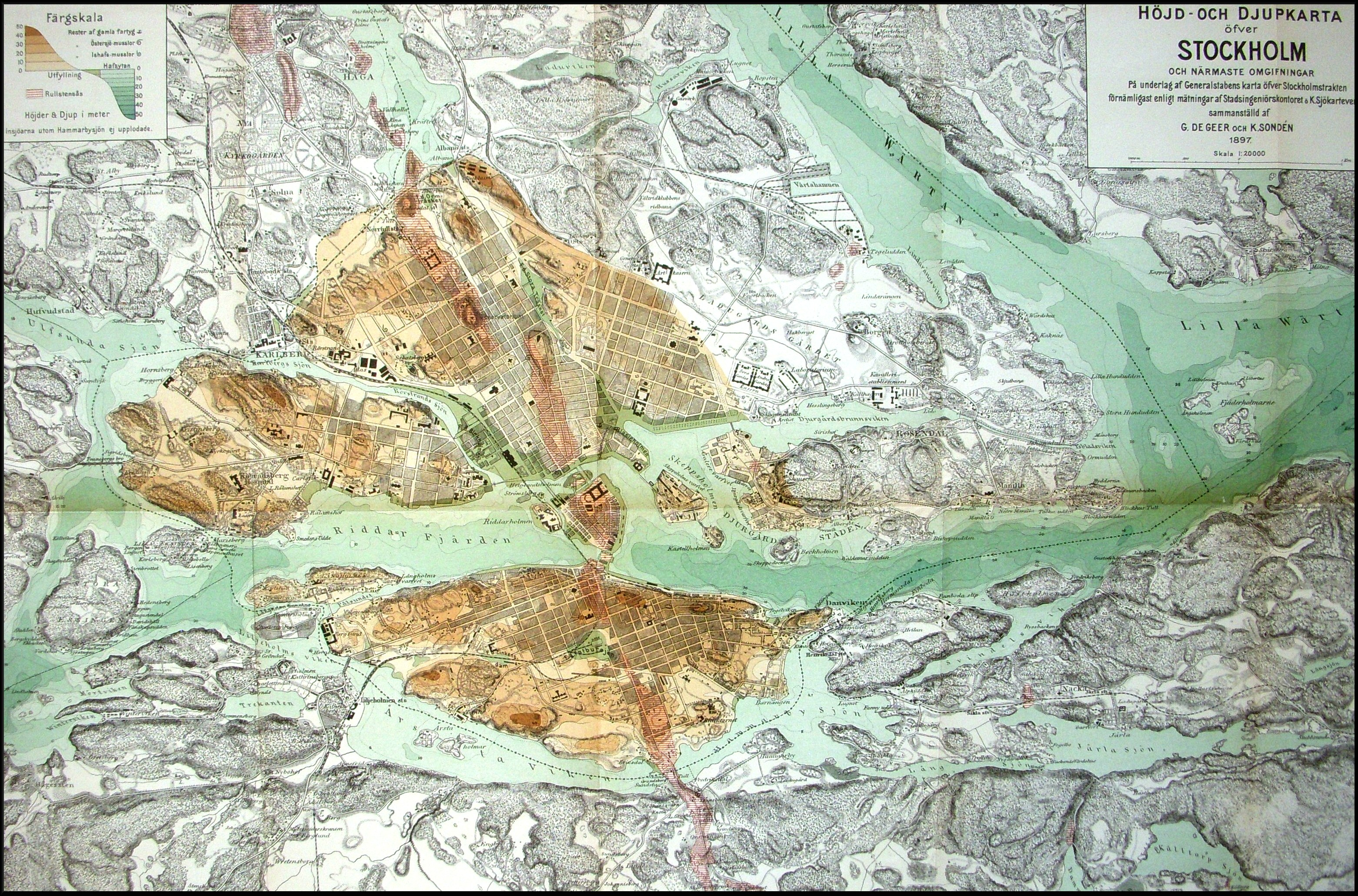
På underlag av generalstabskarten som byggde på mätningar av Stadsingenjörskontoret och Sjökarteverket sammanställde Gerard De Geer och K. Sondén denna höjd- och djupkarta över Stockholm med omgivningar i skala 1:20 000. Höjduppgifterna uppges i meter och inte i längre aln som några år tidigare. Stadsområdet är ljusbrunt färgat, Stockholmsåsen visas rödstreckad. Enligt förklaring på kartan är "insjöarna utom Hammarbysjön ej upplodade".
Kartan är tryckt på Generalstabens litografiska anstalt.

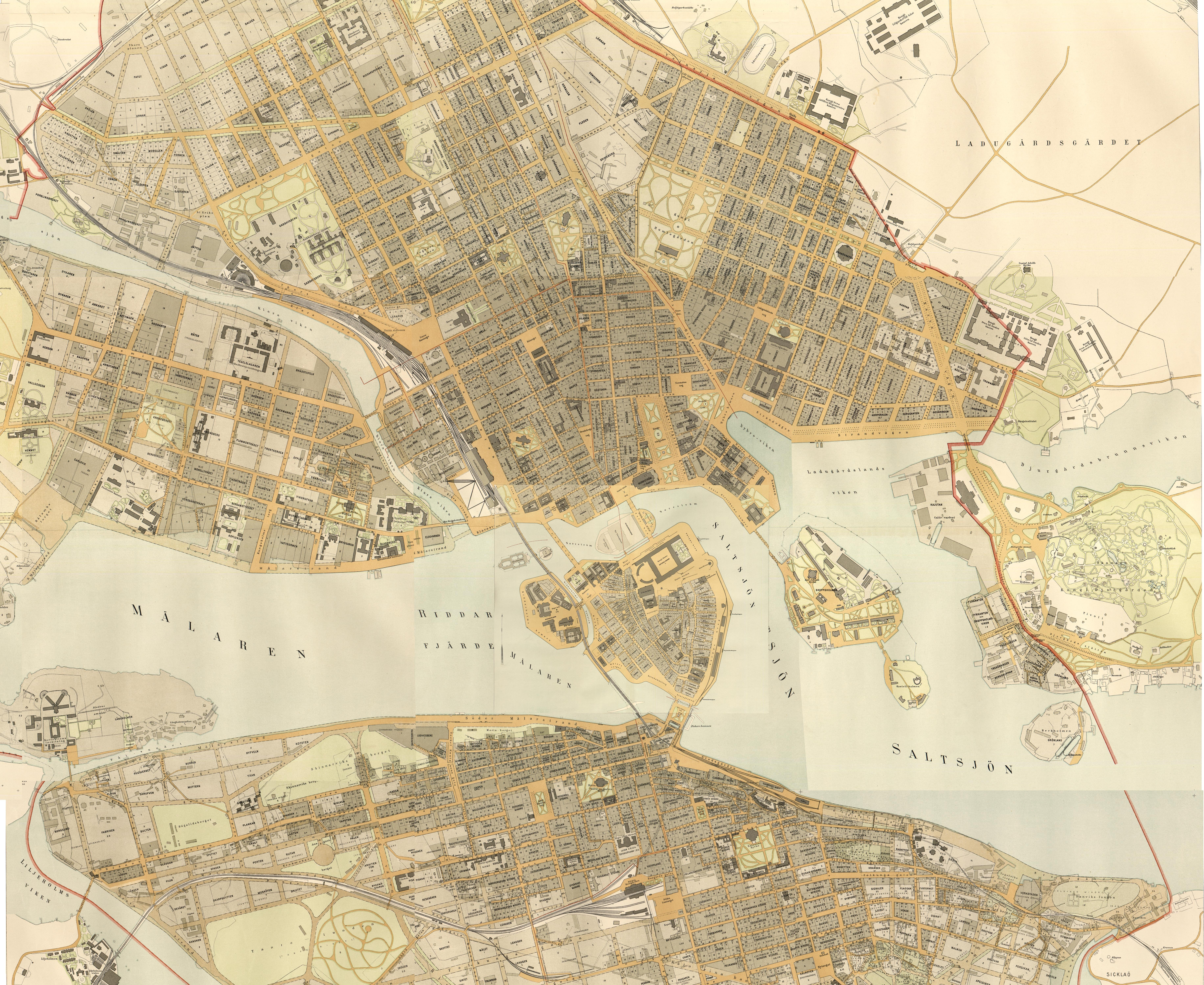
Alfred Bentzers karta från 1899 utgick ifrån en fullständig triangulering av Stockholms stadsområde som utfördes 1862–1867 av Topografiska corpsen. Originalet består av tolv kartblad som här digitalt sammanfogats till en kartbild. Kartan är något beskuren men högupplöst med 13.37 MB i full storlek. Den finns på Stockholms stadsarkiv.

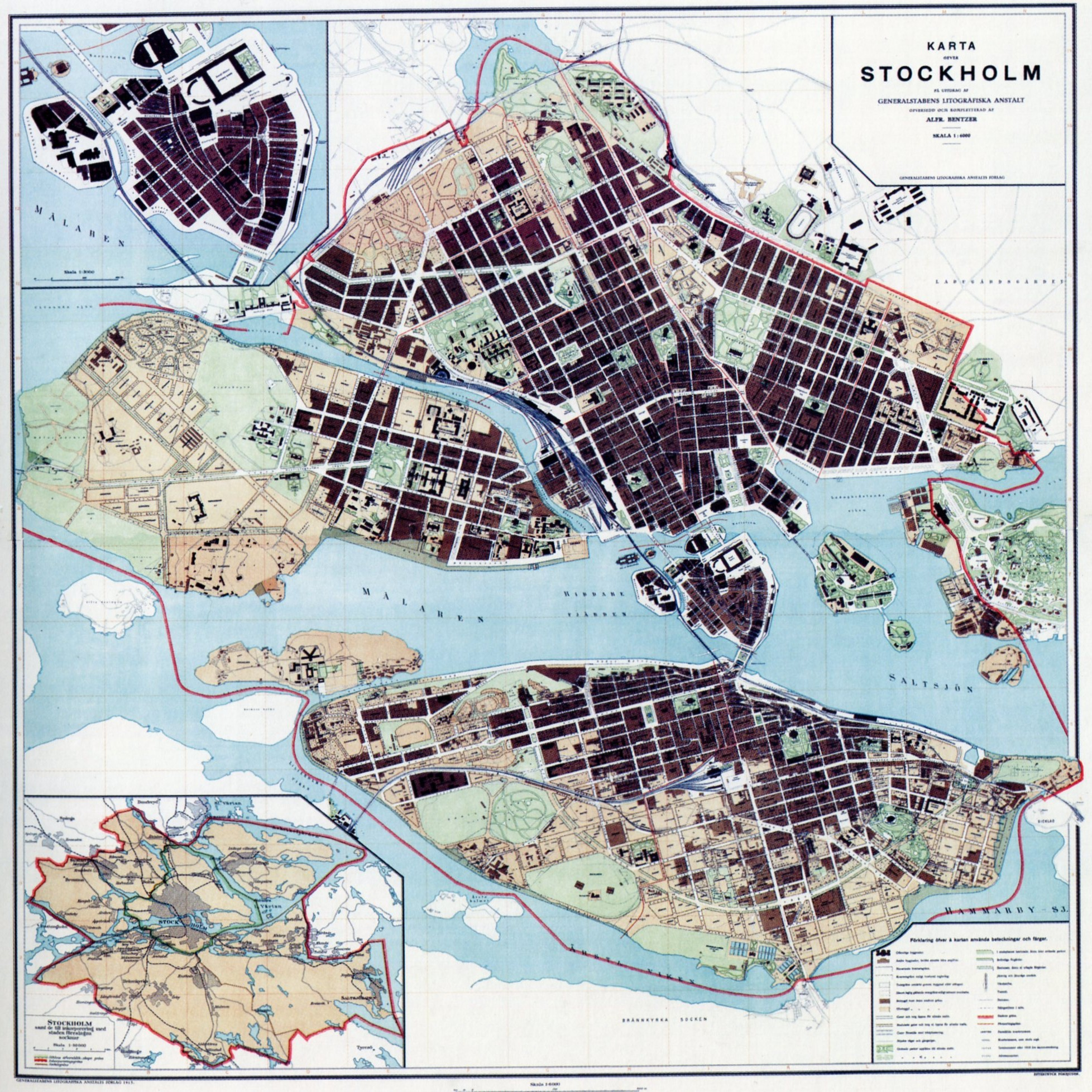
År 1913 tog kartografen Alfred Bentzer fram en ny karta över Stockholm. En röd linje markerar stadsbebyggelsens omfattning, vilket visar att större delen av Norra och Södra Djurgården ligger utanför stadsplanerat område (det är dock inte den formella stadsgränsen, för hela Kungliga Djurgården ingick i staden sedan 1868 och Brännkyrka landskommun införlivades i staden samma år som kartan gavs ut). Intressant är översiktskartan som finns infälld till vänster. Den illustrerar att staden hade för avsikt att utöver Bromma socken och Brännkyrka socken även inkorporera Solna landskommun, Lidingö och större delen av Nacka. Det nya, större Stockholm hade då fått ett mera samlat stadslandskap kring staden centrala delar, jämfört med dagens. Kartan finns på Stockholms stadsbyggnadskontor.

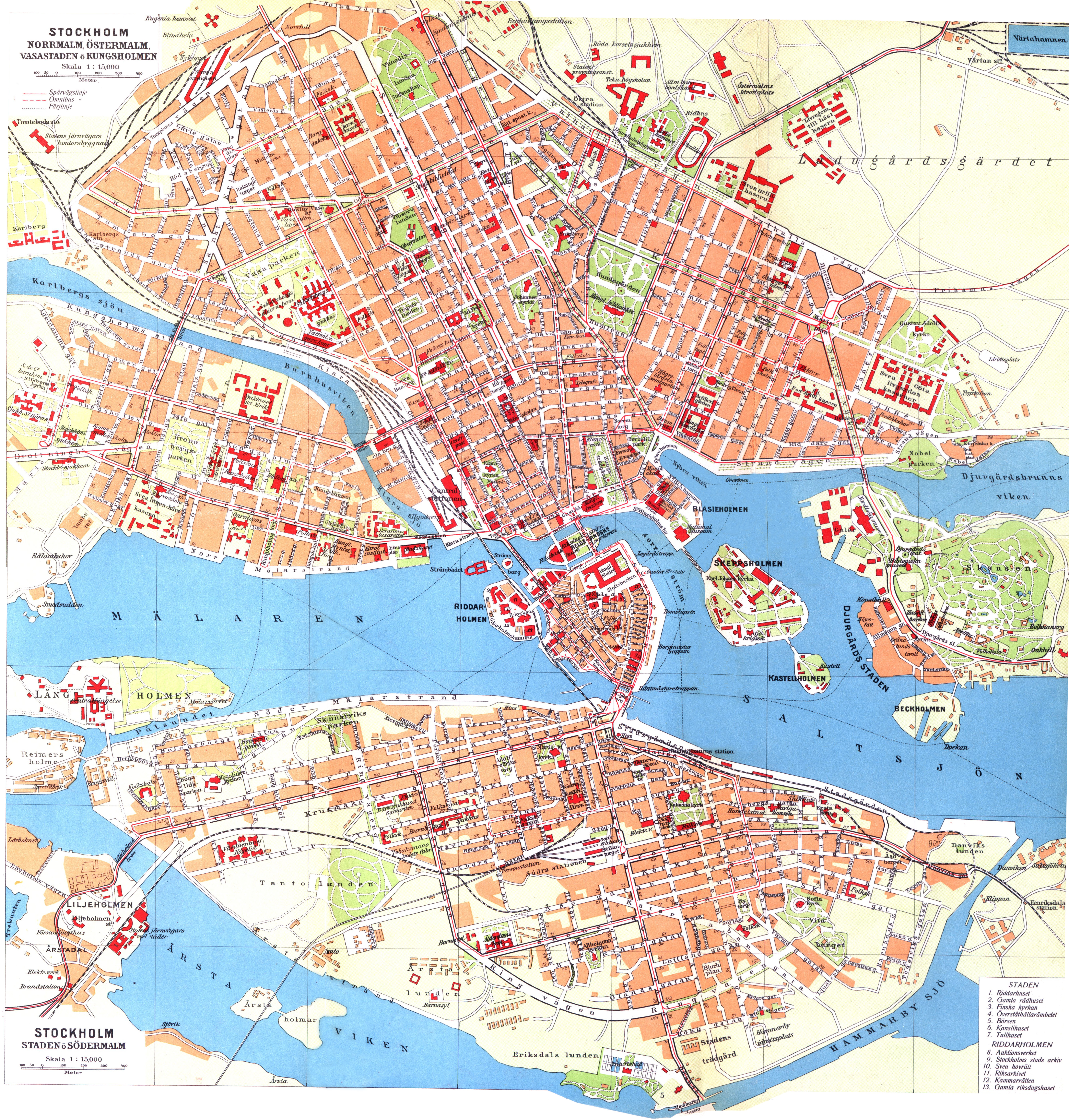
Cohrs' karta över Stockholm från 1928 i skala 1:15 000. Kartan är upprättat av den svenske kartografen Edvard Cohrs och visar en kartbild och en kartlayout som återfinns i dagens moderna stockholmskartor. Den ingick i Cohrs' atlas öfver Sverige som var det första större kartverk som offsettrycktes i Sverige.
Kartan är högupplöst i 11.77 MB full storlek.

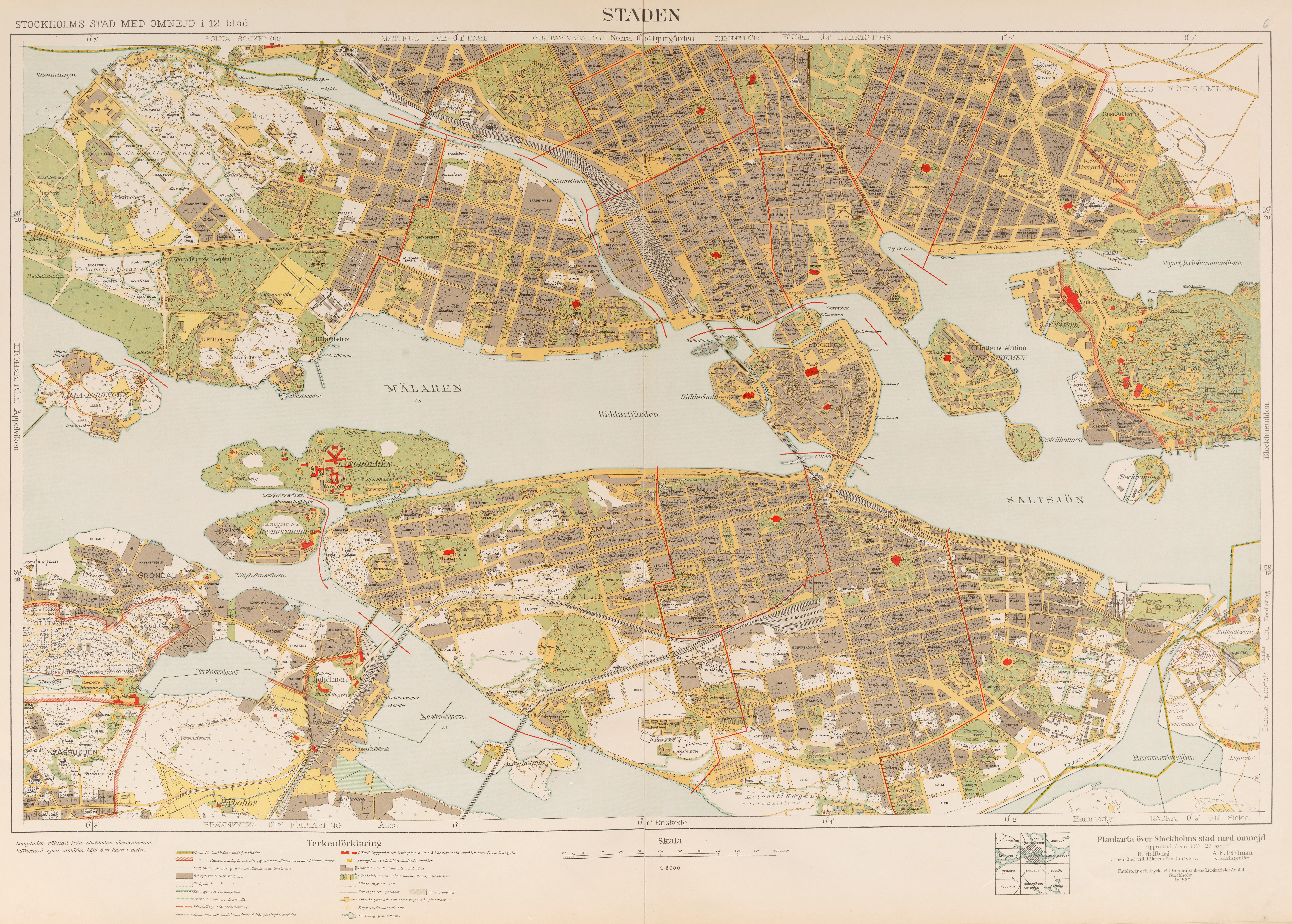
Ur kartbok med 12 detaljerade kartblad i skala 1:8 000 över Stockholms stad med omnejd. Kartsamlingen är framtagen av stadsingenjören August Emanuel Påhlman i samarbete med H. Hellberg. Kartan är rik på information, bland annat anges fastighetsbeteckningar som består av kvartersnamn och nummer eller stadsägonummer. Här visas kartblad ”Staden” med innerstaden, Gröndal, Aspudden, Liljeholmen och Henriksdal. Kartan är högupplöst.

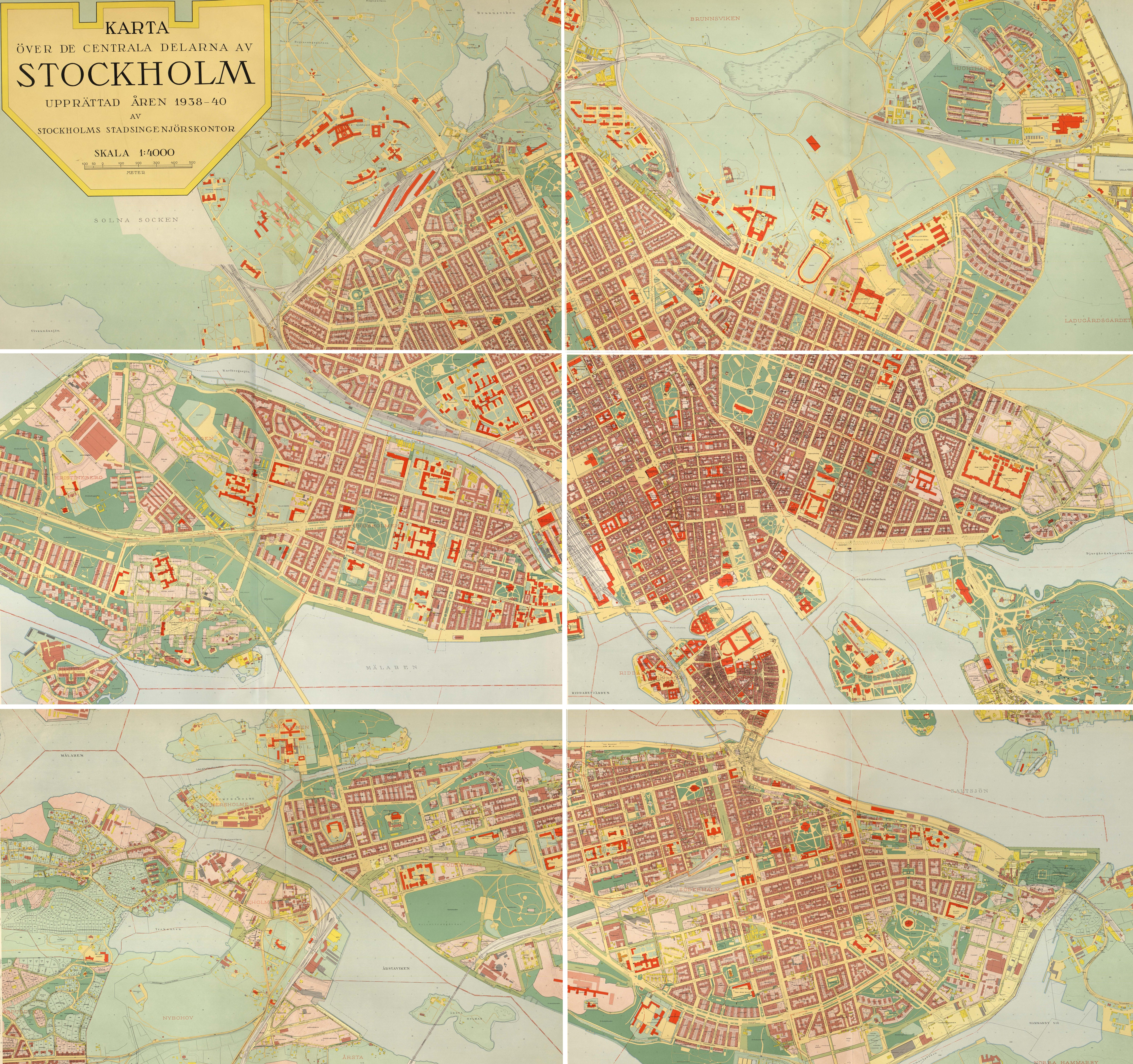
1938–1940 års karta utgiven av Stockholms stadsingenjörskontor. En mycket detaljrik karta i skala 1:4 000 som bland annat visar husens byggnadsmaterial, markanvändning, slusströsklar, höjdangivelser och administrativa gränser. Denna karta är sammansatt av sex delblad från kartboken och är högupplöst i 24.6 MB full storlek.
Här kan du själv bläddra i kartboken.

### Topografiska corpsen

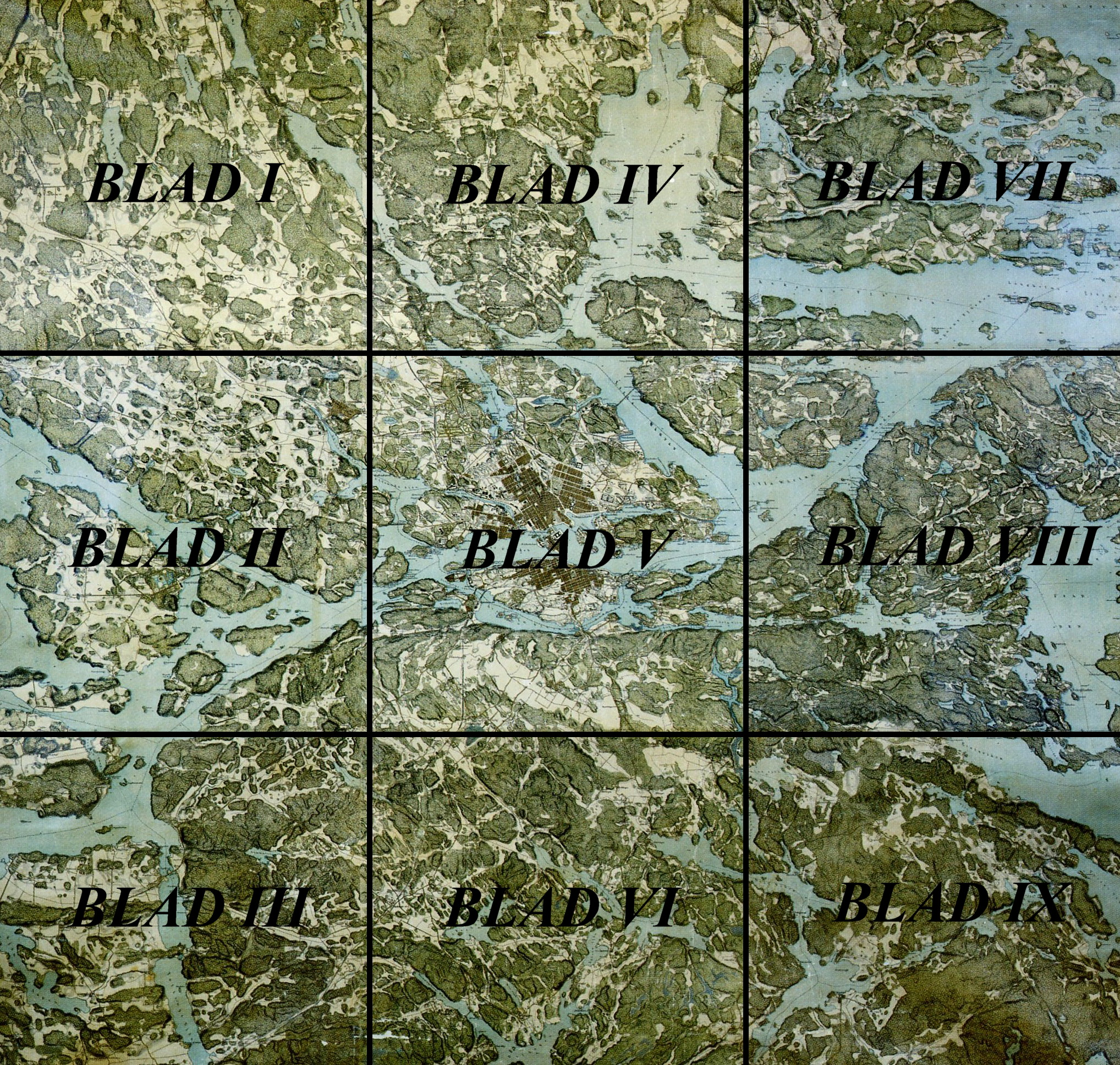
Trakten omkring Stockholm i IX blad, bladindelning.

År 1831 bildades Topografiska corpsen som blev Sveriges officiella geografiska kartutgivare. För Stockholms del utgavs 1861 Topografiska corpsens karta Trakten omkring Stockholm i IX blad. Förarbetena sträcker sig tillbaka till 1800-talets början och de slutgiltiga uppmätningarna utfördes 1843-1845. Kartan är ett mycket exakt dokument över Stockholms omgivningar under 1800-talets första hälft. Kartan reviderades flera gånger ända in på 1930-talet. I en bearbetning från 1891-1895 lades exempelvis alla nya järnvägslinjer in. Kartan utgjorde underlag för Stockholms översiktliga planeringsdokument fram till 1950-talet.

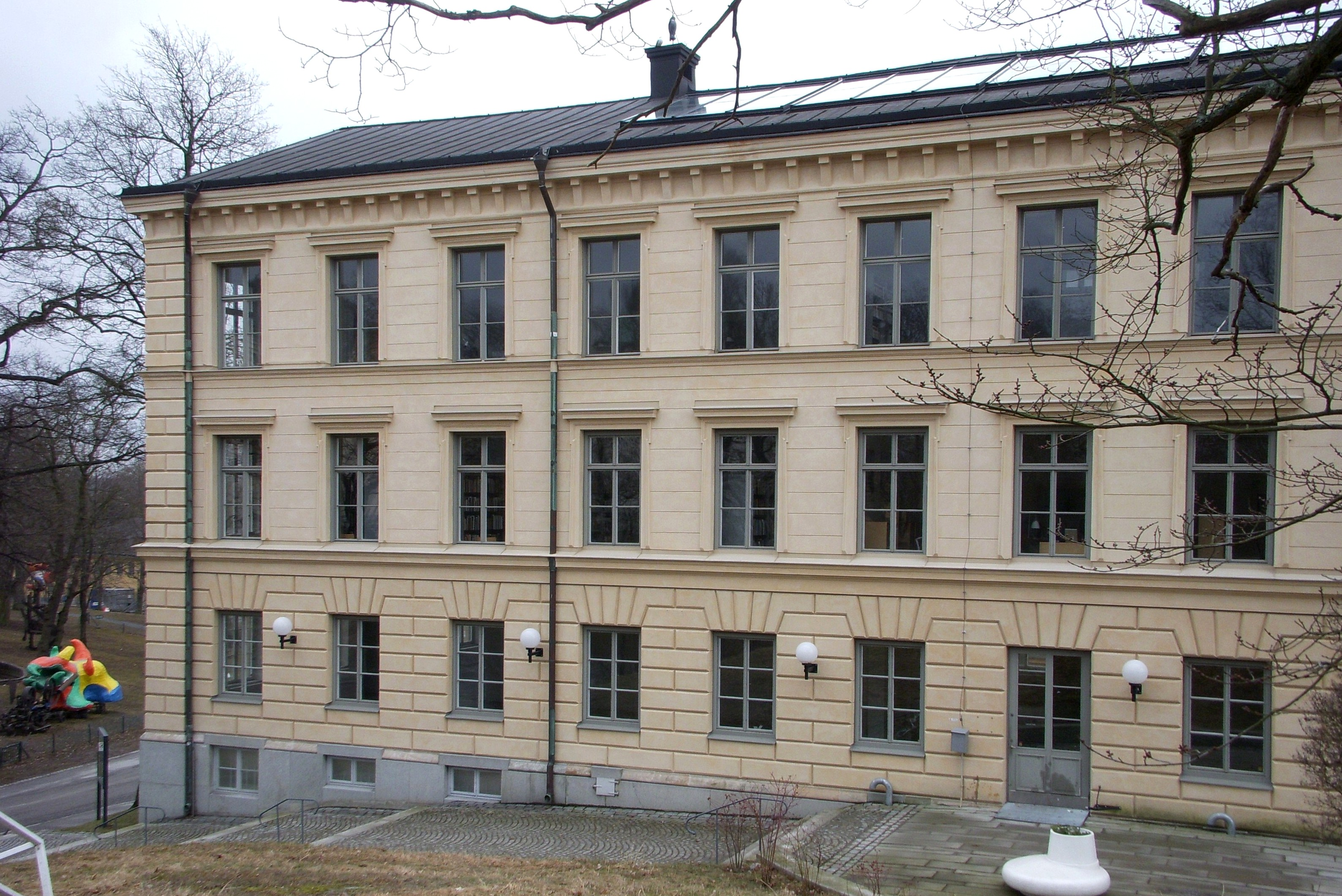
Kungliga Sjökarteverkets byggnad, 2009.

Kungliga Sjökarteverket hade till uppgift att tillverka sjökort och verket ansvarade för hela processen från sjömätning, renritning, koppargravyr till tryck. För att rymma all deras verksamhet på samma ställe uppfördes Sjökarteverkets hus på Skeppsholmen mellan åren 1871 och 1872. Nu börjar även djupuppgifter i Stockholms större vattendrag att införas på vissa kartor, exempelvis Höjd- och Djupkarta öfver Stockholm och Närmaste omgivningar från 1897, sammanställd av geologen Gerard De Geer.
För planeringen och redovisningen av Stockholms stora expansion och regleringar enligt Lindhagenplanen som inleddes på 1860-talet behövdes nya exakta kartor över staden. En beställning lades ut på Topografiska corpsen som levererade ett nytt kartverk 1867. Det bestod av två kartblad och var tryckt som litografi i färg.
Ett nytt steg i den kartografiska redovisningen av Stockholm kom med Alfred Rudolf Lundgrens Stockholmskarta från 1885. Hans mycket detaljerade kartverk byggde på stadens befintliga stomkartor och var uppdelad på 13 blad i skala 1:3000 och Gamla stan 1:2000. Kartverket litograferades 1884–1885 av kartografen Hermann Markmann och trycktes på Centraltryckeriet. Genom att med rött lägga in framtida gaturegleringar skapade Lundgren en metod att se både det förgångna och framtiden samtidigt. Lundgrens karta från 1885 räknas som det första moderna kartverket i Stockholm.

### Cohrs' atlas öfver Sverige
Med Edvard Cohrs kartverk över Sverige (Cohrs' atlas öfver Sverige ) fick Sverige det första större kartverket i landet kört i boktryckspress. Denna atlas utkom första gången 1890 och sista gången 1928 som 12:e upplaga. Stockholmsdelen innehåller bland annat en översiktskarta över Stockholms omgivningar och Yttre Skärgården samt en stockholmskarta i skala 1:15 000 visande staden inom tullarna och en "modern" kartbild i färgval och layout. Kartverket fick stor spridning och användes även i undervisningen.

### Stadsingenjörskontoret

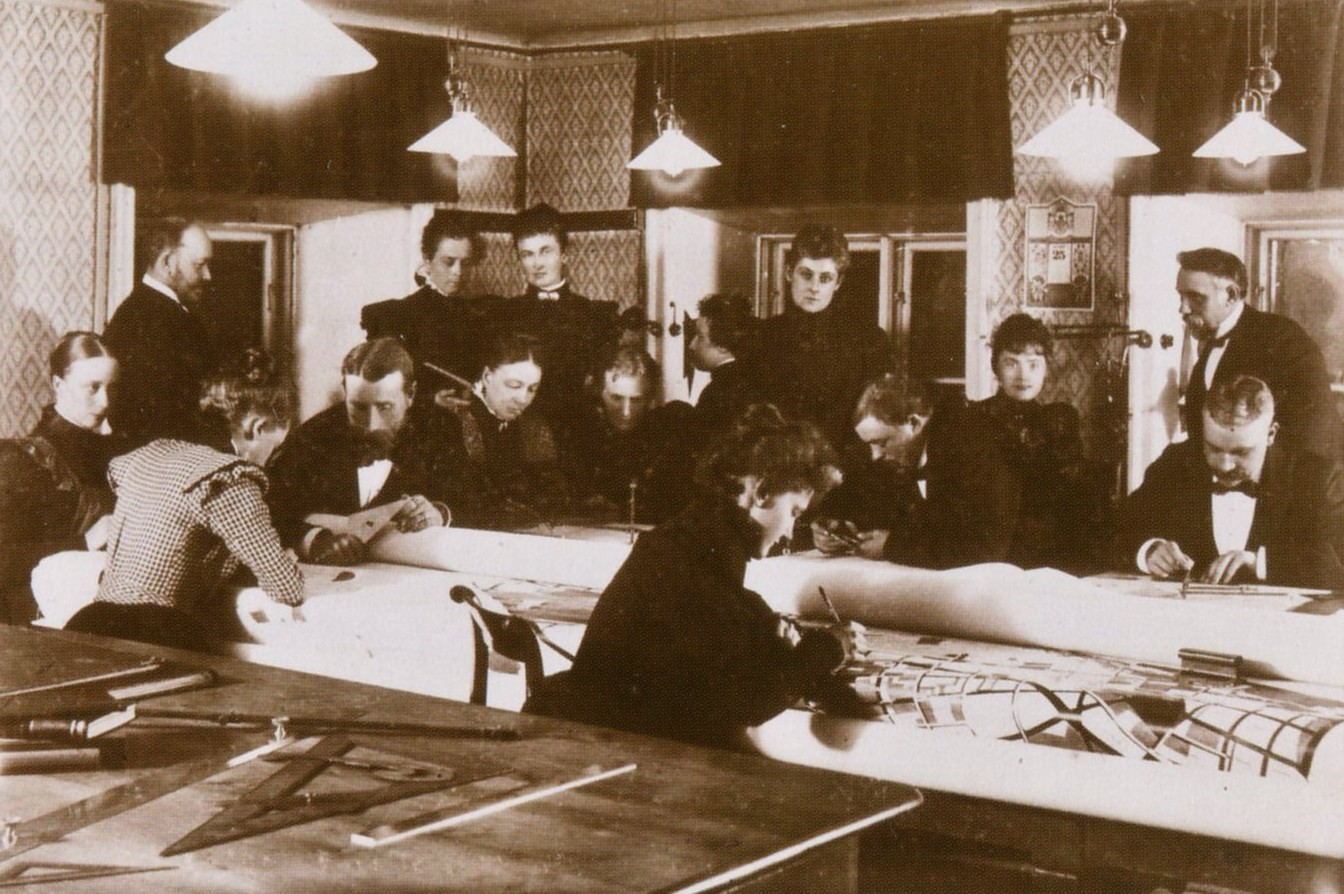
Ingenjörer och kartriterskor kring en karta på Stadsingenjörskontoret i Stockholm kring 1890.

Under 1800-talets andra hälft upprättades Stockholms stadsplaner fortfarande av ingenjörer som ofta hade lantmäteriexamen eller högskoleexamen inom väg- och vattenbyggnad i botten. Liksom Anders Torstensson på 1600-talets mitt fick stadsingenjören Herman Ygberg praktiskt förverkliga de stora gaturegleringar på 1800-talets slut. Först kring 1910-talet blev det arkitekter som utformade stadens stadsplaner, bland de första fanns Per Olof Hallman.
På uppdrag av den Topografiska corpsen tog kartografen Alfred Bentzer 1913 fram en ny karta över Stockholm. Bentzer var anställd vid stadsingenjörskontoret i Stockholm och hade redan 1899 upprättat en exakt karta över Stockholm i tolv blad. Kartan utgick ifrån en fullständig triangulering av stadsområdet som utfördes 1862–1867 av Topografiska corpsen, med stöd därav nymättes hela staden och karterades i skala 1:1 000.
Bentzers karta från 1913 följde Lundgrens metod att även återge den framtida planeringen. Exempelvis syns redan Per Olof Hallmans kommande stadsplan för Röda Bergen inlagd i kartan, som först cirka tio år senare tog en konkret gestalt. Allt blev inte så som Bentzer ritade 1913. Till vänster på kartan finns en infälld översiktskarta över Stockholms planerade inkorporeringar. Den illustrerar att staden hade för avsikt att utöver Bromma socken och Brännkyrka socken även inkorporera Solna landskommun, Lidingö landskommun och större delen av Nacka landskommun. Det nya Stockholm hade då fått ett mera samlat stadslandskap kring stadens centrala delar, jämfört med dagens mer oregelbundna och utdragna Stockholms kommun.

### Stadsingenjörskontorets karta från 1940

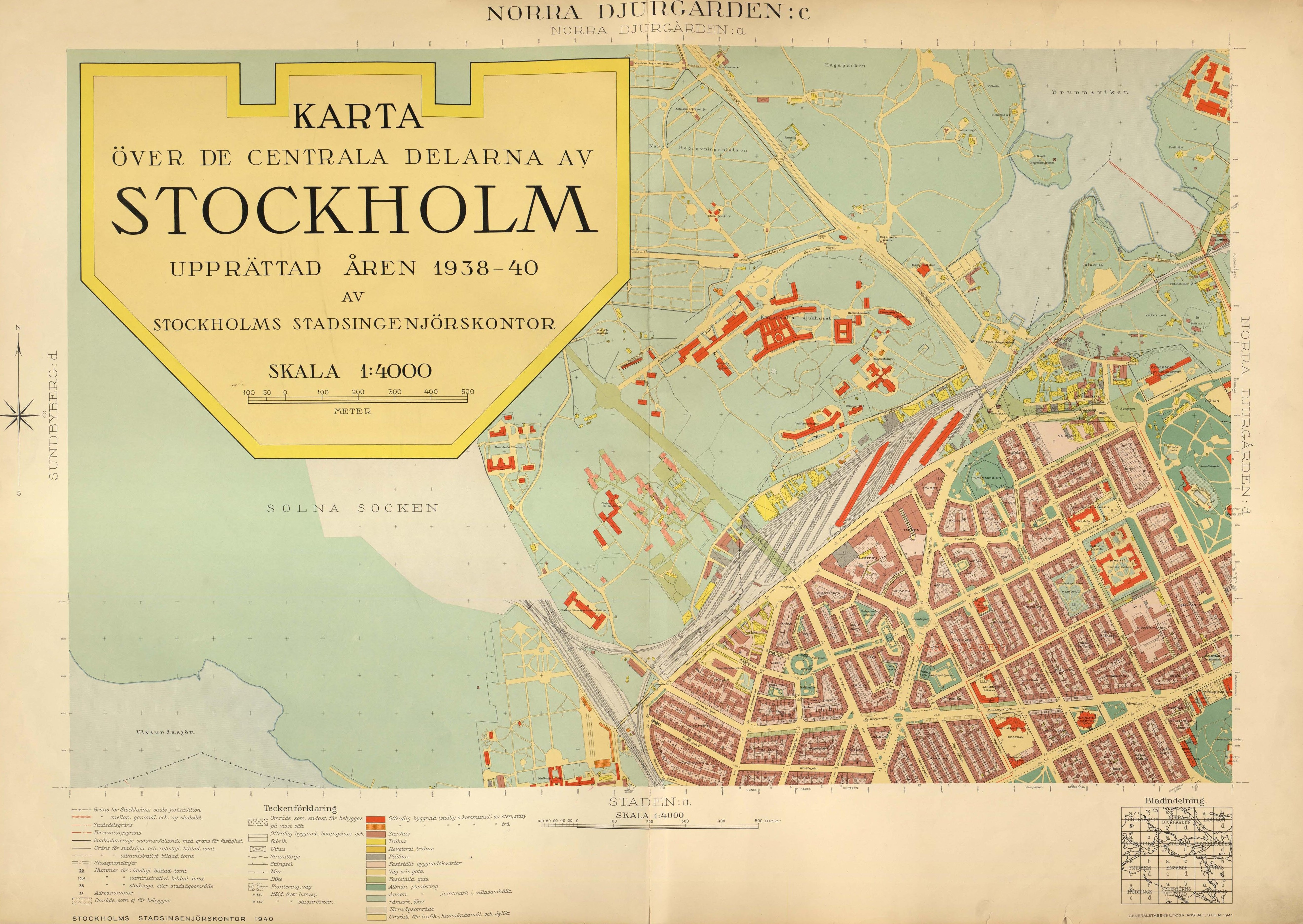
Stadsingenjörskontorets karta från 1940.

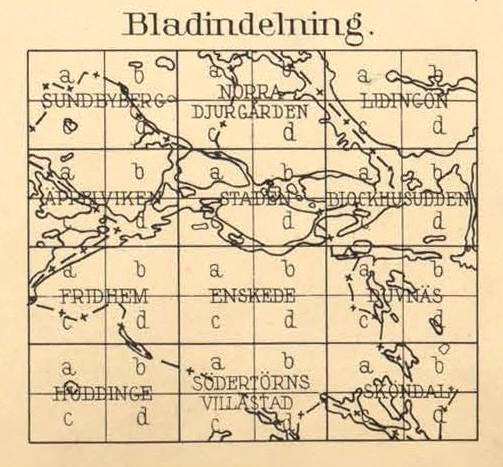
Kartans planerade bladindelning.

Under åren 1938 till 1940 började Stockholms stadsingenjörskontoret att framställa ett nytt, mycket omfattande kartverk över Stockholm med omgivningar. Gällande detaljeringen och grafisk framställning hade man Alfred Rudolf Lundgrens Stockholmskarta från 1885 som förebild.
Målet var att täcka dåvarande Stockholms stads område med angänsande kommuner i 6x8 kartblad och i skala 1:4000. Enheter om fyra blad (a, b, c, d) skulle upprättas för Sundbybergs stad, Norra Djurgården, Lidingön, Äppelviken, Staden, Blockhusudden, Fridhem, Enskede, Duvnäs, Huddinge, Södertörns villastad och Sköndal. Av dessa planerade 48 kartblad genomfördes enbart sex blad avseende delen "Staden (a, b, c, d)" och två blad över "Norra Djurgården (c, d)" som i stort sett täcker Stockholm inom tullarna. Troligen avbröts arbetet på grund av andra världskriget.
Det som blev klart visar Stockholm med en enastående precision. Här ses de genomförda regleringar enligt Lindhagenplanen, men även gällande dock ännu ej genomförda detaljplaner. På det viset är kartan ett unikt verk som illustrerar historisk stadsplanering och framtida planer på en och samma gång. Kartan visar även detaljer som husens byggnadsmaterial, markanvändning, slusströsklar, höjdangivelser, kartersbeteckningar och administrativa gränser. I sin grafiska framställning är kartverket oöverträffat och en höjdpunkt i Stockholms kartografi. Kartan trycktes 1941 vid Generalstabens litografiska anstalt. De sex delar av kartan som blev utförda finns högupplöst längst ner under kapitel "Kartor i urval".

### Stockholmspanoraman

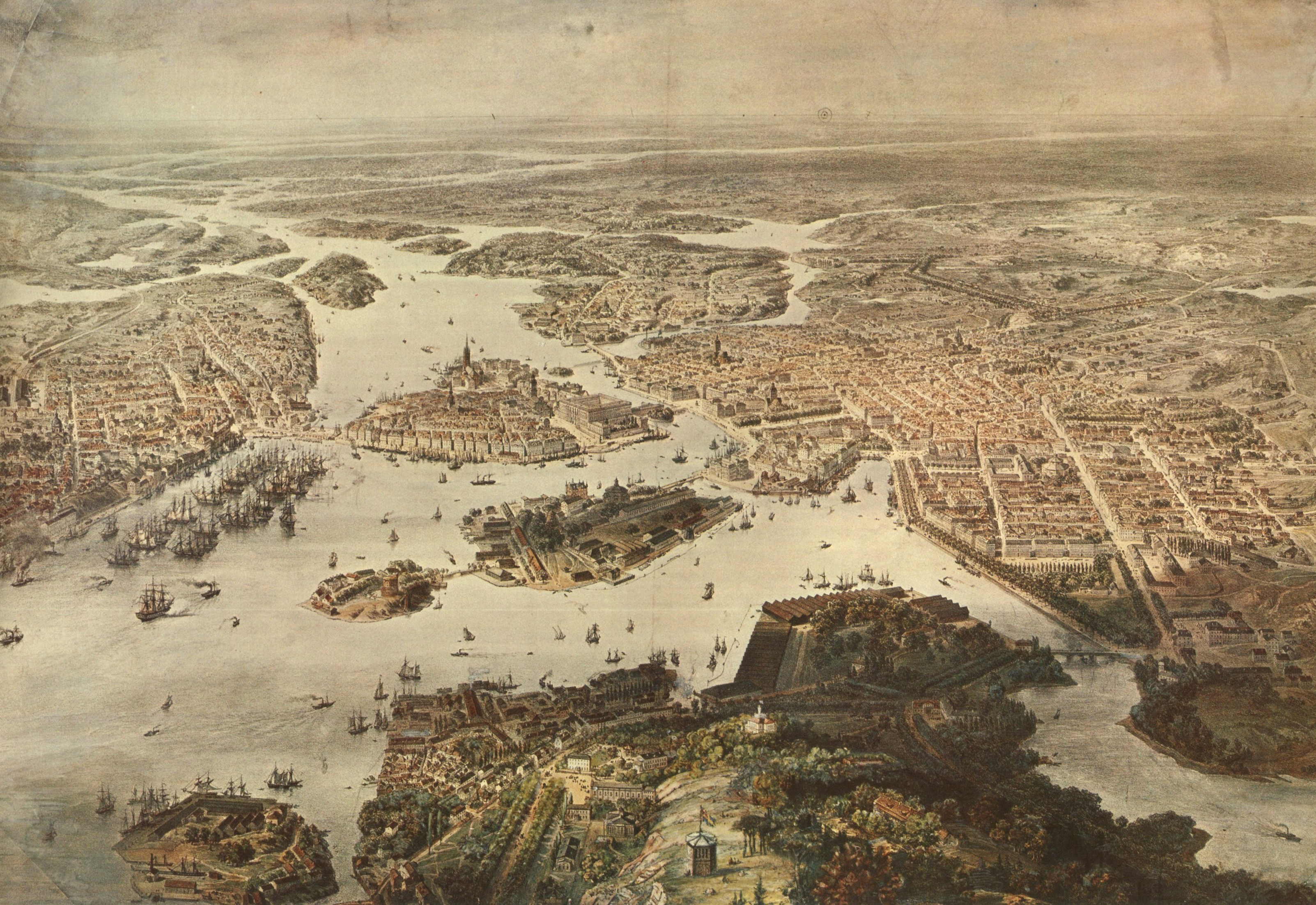
Carl Johan Billmarks ballongpanorama, 1868.

I samband med kartredovisningar av Stockholm med omgivningar bör även tre kända perspektivillustrationer nämnas som visar staden från olika väderstreck och som skapades nästan samtidigt omkring 1870. Den första är litografen och tecknaren Carl Johan Billmarks mycket realistiska ballongpanorama i centralperspektiv från 1868 som visar staden mot väst från en punkt högt över Södra Djurgården.
Den andra är den tyskfödde litografen Heinrich Neuhaus snedbildskarta i isometriskt perspektiv som han ritade över Stockholm på 1870-talet. I den stora panoramabilden som visar Stockholm från syd är varje byggnad avbildad med en förvånansvärd exakthet. Enligt uppgift vandrade Neuhaus genom varje kvarter och skissade av fasader och gårdsbebyggelse. Båda nöjde sig inte med att redovisa Stockholm som det såg ut vid tillfället utan lade även in en framtidsvision, exempelvis är Strandvägens trädallé redan på plats som planterades först på 1890-talet. På Billmarks verk är till och med Strandvägens hela den nya stadsfronten avbildat, även om de illustrerade kvarteren är endast fyra våningar höga.
Den tredje är Otto August Mankells Stockholmspanorama som skapades åren 1870 till 1871. Panoramat visar staden i ett 180 graders fågelperspektiv från en punkt högt över Riddarfjärden med vy mot ost. Sammanbindningsbanan hade just blivit invigd och finns med på Mankells illustration. Även han tog med en del framtida förändringar av Stockholm, exempelvis syns "Södra Uppfartsvägen" (numera Torkel Knutssonsgatan) som sprängdes fram först på 1890-talet.

## Mångfaldigande av kartor

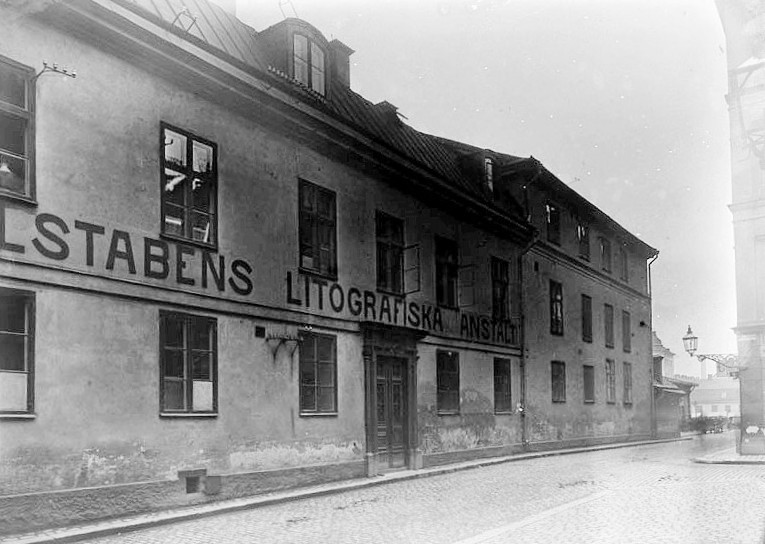
Generalstabens litografiska anstalt, 1907.

Innan trycktekniken gjorde det möjligt att framställa många kopior av en karta fanns bara möjligheten att rita en ny karta för hand med originalkartan som förebild. För att slippa utföra en ny uppmätning förde kartografen viktiga punkter över via nålstick till ett nytt papper. Exempelvis är Stockholms äldsta kända karta fullt av hål efter nålstick (se avsnitt “Medeltid och 1600-tal”). Nackdelen var att originalkartan tog skada och  att produktionen av antal kopior blev begränsad. Carl Gripenhielms kartor är allesamman handritade. Kartograferna var inte bara duktiga mätingenjörer utan även skickliga illustratörer.
På 1730-talet inrättades det ett speciellt tryckeri på lantmäteriet vid Västra Trädgårdsgatan 2 i Stockholm där Georg Biurman blev chef. Nu började kartor graveras i kopparplåt, som Biurmans arbeten och exempelvis  Petrus Tillaeus Stockholmskarta från 1733. Arbetet krävde stor skicklighet och utfördes inte alltid av kartografen själv. Ville man ha olika färger på kartan fick de handkoloreras efter tryck. Även Carl Fredrik Akrells ovala Stockholmskarta från 1802–1803 är graverad i en kopparplåt och handkolorerad i akvarellteknik.
Kort efter det att Akrells karta publicerades introducerades litografin (stentryck) i Sverige. Denna kemiska tryckmetod förenklade framställningen av kartkopior väsentligt och gav även möjlighet till flerfärgstryck. För Topografiska corpsen inrättades 1833 ett särskilt litografiskt tryckeri som sedermera fick namnet Generalstabens litografiska anstalt belägen i den numera försvunna byggnaden med adress Sergelgatan 1 i Stockholm.

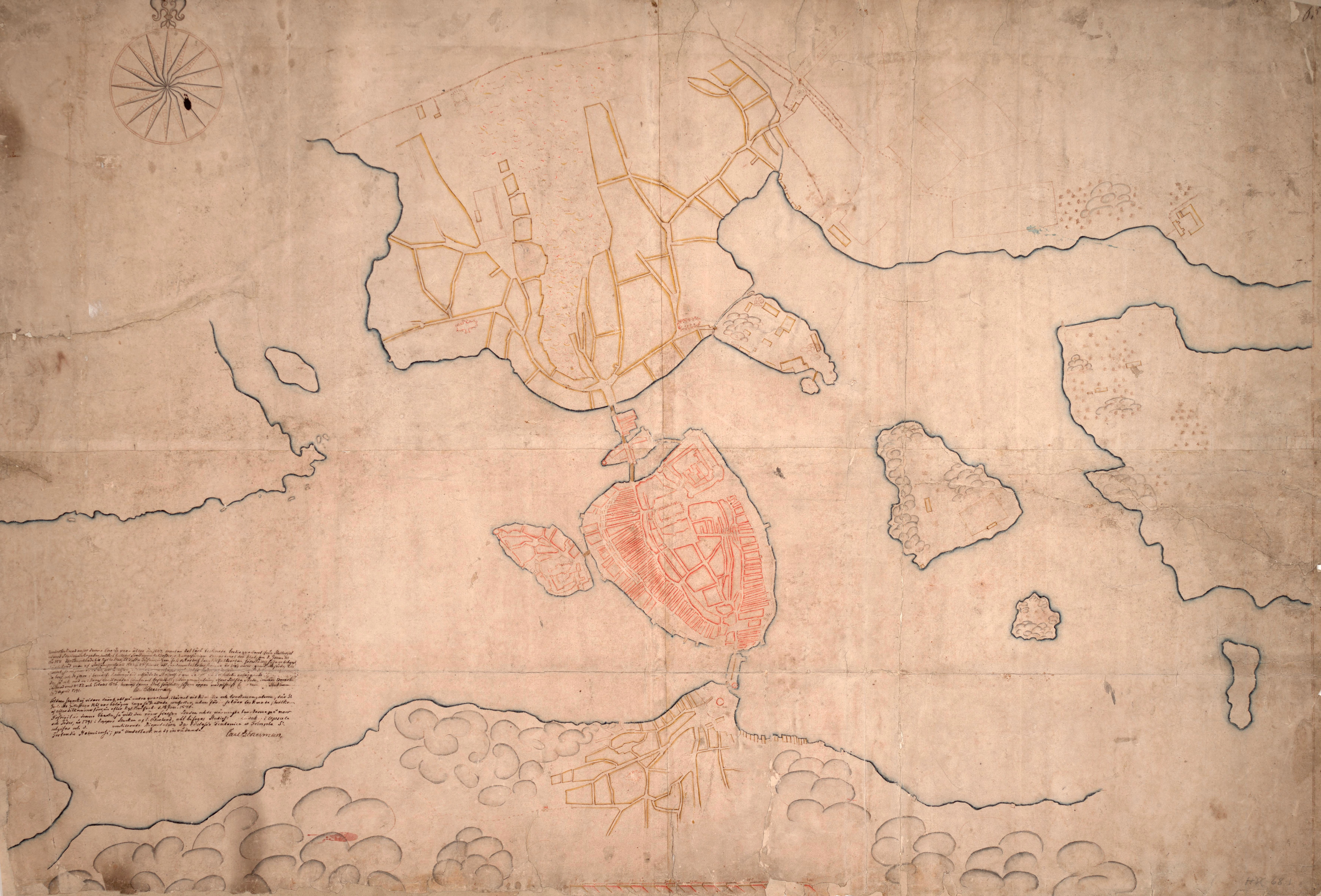
Detta är Stockholms äldsta kända karta som visar staden innan 1600-talets gaturegleringar. Kring kartans datering har många diskussioner förts, bland andra menade Carl Fredrik Ekerman enligt ett intyg från april 1791 att kartan sannolikt är från före 1547, andra forskare, bland dem arkivarien Ludvig Magnus Bååth menar att kartan visar Stockholm från omkring 1620. Numera gäller datering till tiden mellan 1622 och 1625. Kartan själv har också kopierats ett flertal gånger, vilket alla nålstick vittnar om. Kartan förvaras på Stockholms stadsarkiv

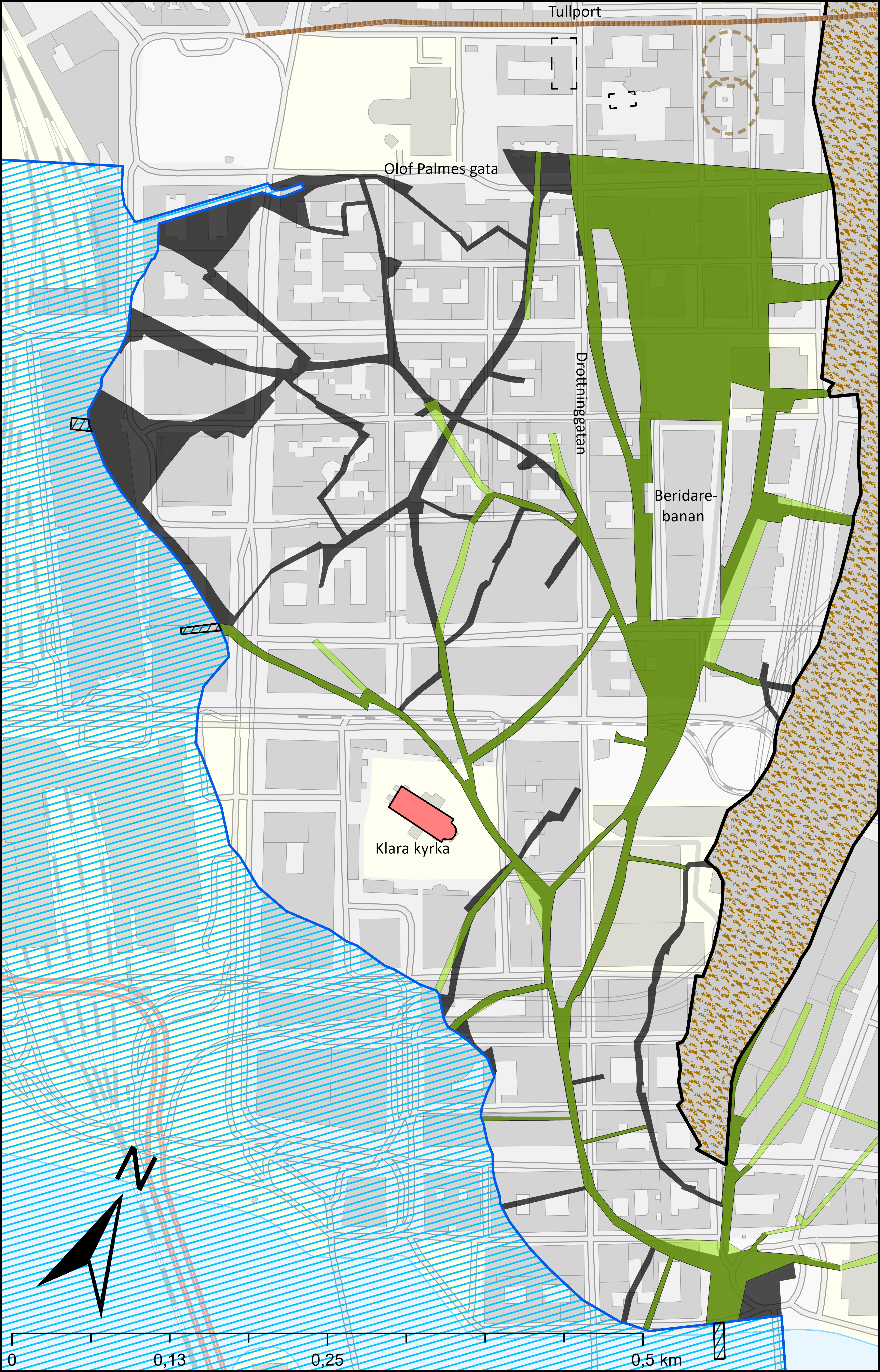
Rektifierad renritning av de två äldsta kartorna över västra Norrmalm.

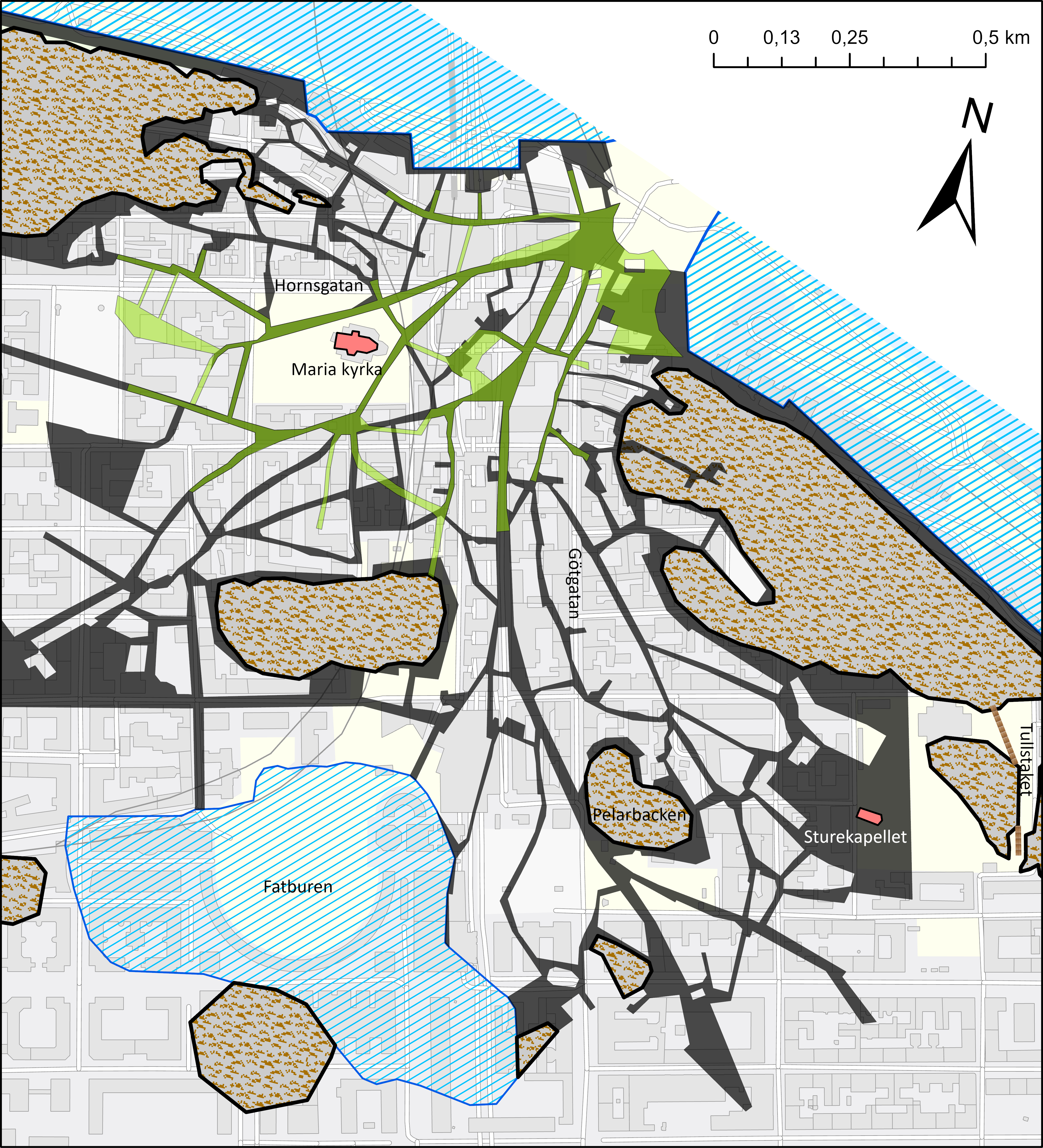
Rektifierad renritning av de två äldsta kartorna över Södermalm.

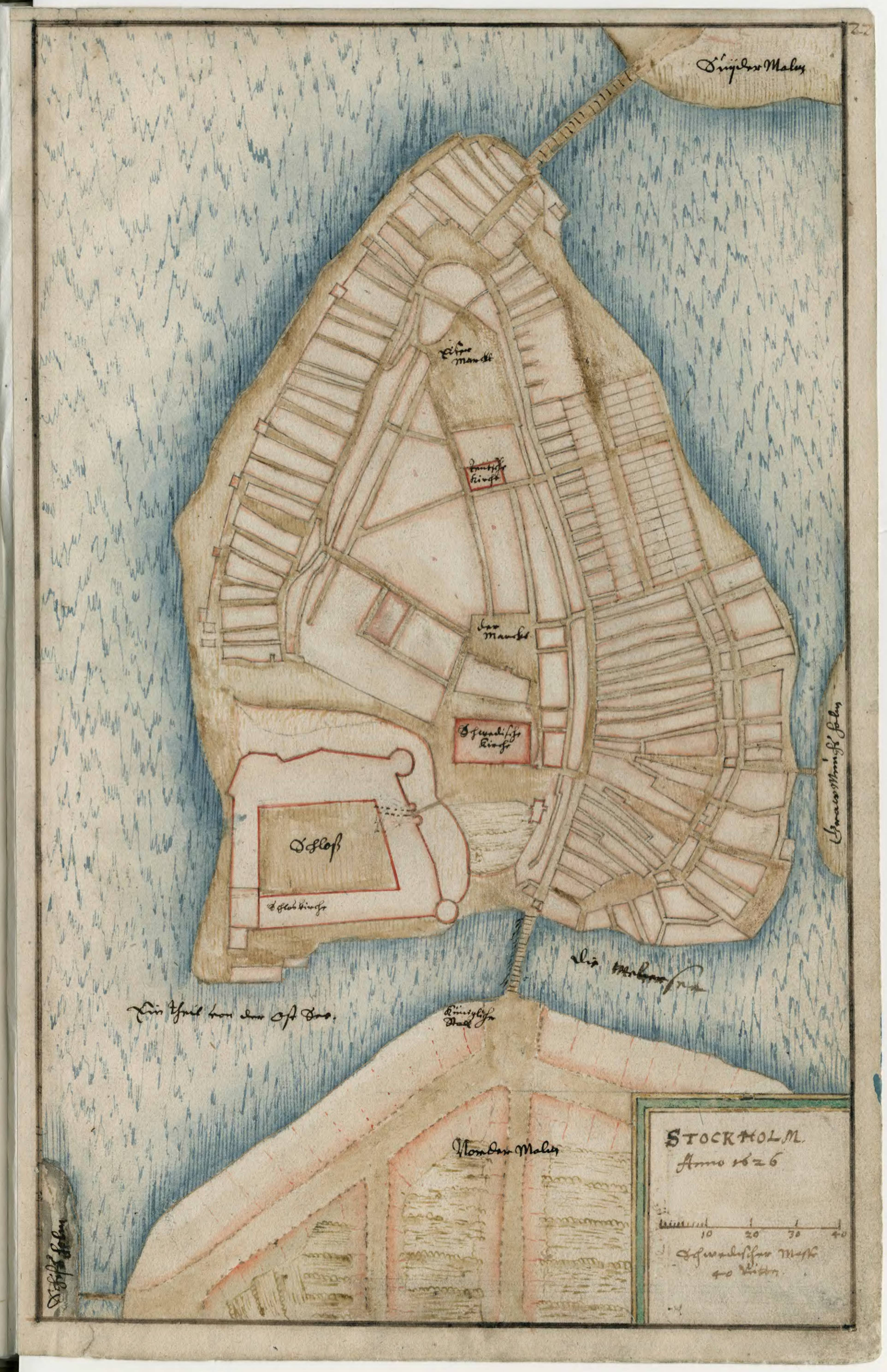
En av de äldsta kända kartorna över Stockholm, eller åtminstone Gamla Stan och delar av Norrmalm, ritades av fortifikationsofficeren Heinrich Thome. Kartan förvaras på Riksarkivet (Sverige)

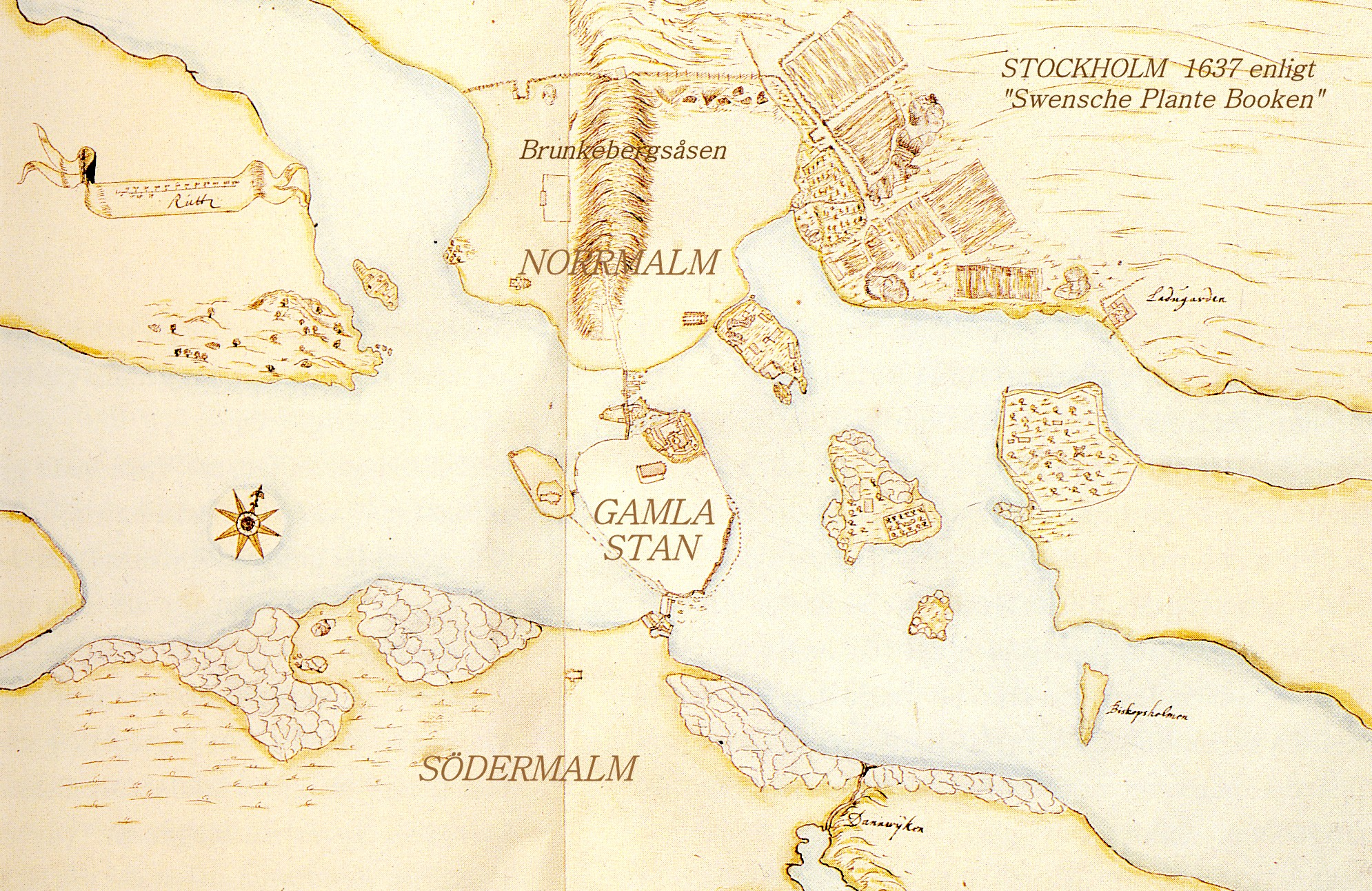
En tidig Stockholmskarta från 1637 med låg precision som inte ens redovisar gator eller bebyggelse utom Slottet Tre kronor och stadens kyrkor. Tullstaketet mot norr och pålkransen finns däremot med. Förklarande text är från nutid.
Kartan är något beskuren och förvaras på Krigsarkivet.

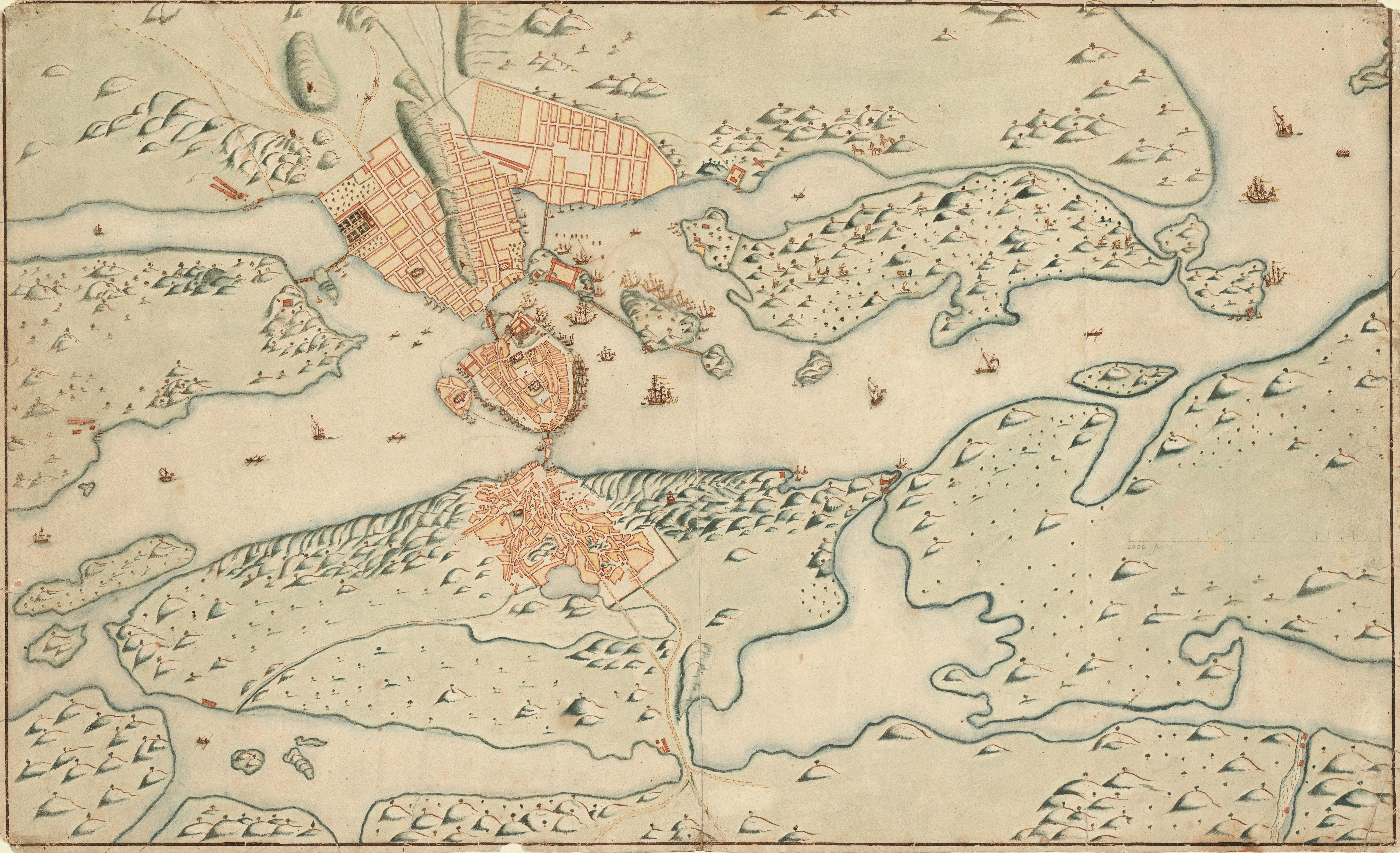
En Stockholmskarta från 1642 med generalplan för Norrmalm och Ladugårdslandet från 1640. Sydvästra Stadsholmen har fått sina nya regelbundna kvarter medan Södermalm ännu har kvar sitt medeltida gatunät. Kungsholmen är fortfarande obebyggd. Kartan visar hela Södermalm, dagens Årstaviken och Hammarby sjö samt delar av dagens Nacka. Den förvaras på Kungliga Biblioteket och betecknas där som Stockholms äldsta handritade karta.
(Högupplöst karta med 10.33 MB i full storlek)
.

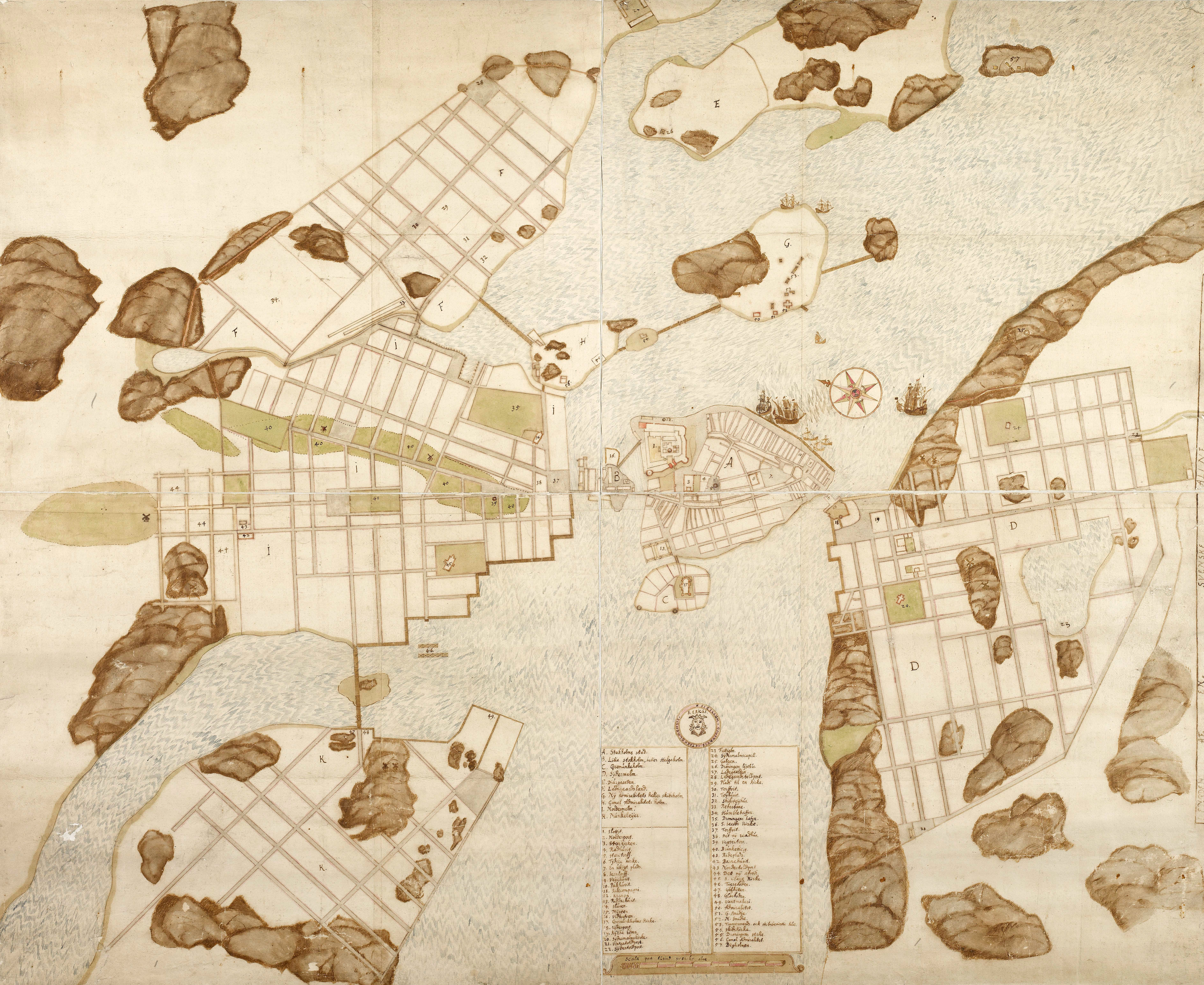
Denna karta finns i Det Kongelige Bibliotek i Köpenhamn och upprättades på 1640-talet. Enligt historikern Marianne Råberg är den sannolikt gjord med en eller flera svenska förlagor, som numera är försvunna. Kartan visar både planerade och ofullbordade stadsplaneregleringar. På kartan finns en förklaring över de viktigaste områden och byggnader i staden. Norr är till vänster
(Högupplöst karta med 8.24 MB i full storlek)
.